# Flasergranitoidzone

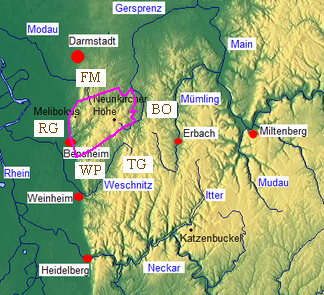
Flasergranitoidzone (Pinklinie) des Kristallinen Odenwaldes und die benachbarten geologischen Formationen: Frankenstein-Massiv (FM), Rheingraben (RG), Weschnitzpluton (WP) und Böllsteiner Odenwald (BO). Weitere Einheiten: Trommgranit (TG), Heidelberger Granit (HG) und Buntsandstein-Odenwald (BuO)

Als Flasergranitoidzone wird ein aus vielfältigen gneisigen und granitoiden Gesteinsformationen zusammengesetzter geologischer Komplex des Kristallinen Odenwalds bezeichnet der in granitartig gekörnten und dünngeschichteten Strukturen im Unterkarbon vor etwa 333 bis 329 Millionen Jahren auskristallisierte. Die im Wesentlichen in der erzgebirgischen Südwest-Nordost-Richtung streichenden Formationen finden sich in einer Region, welche von einem Bogen mit den Stationen Heppenheim, Lindenfels, Reichelsheim, Groß-Bieberau, Seeheim-Jugenheim, Heppenheim begrenzt ist. Die Flasergranitoidzone repräsentiert eine Entwicklungsstufe der Variszischen Gebirgsbildung, deren Ursachen und Verlauf unter Geologie des Odenwaldes skizziert sind.

## Die Hauptformationen der Flasergranitoidzone

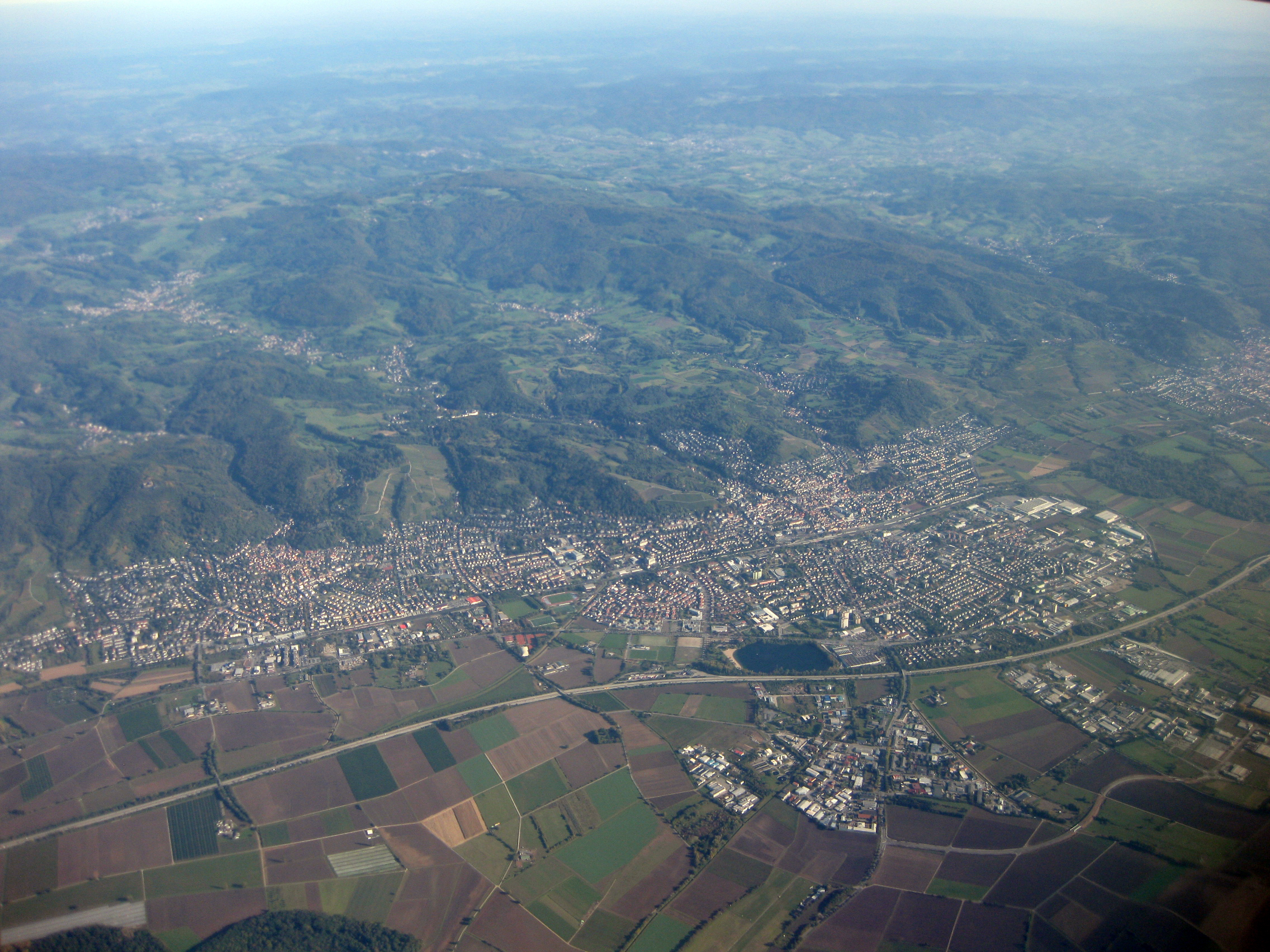
Zwischen Heppenheim (rechts) und Bensheim (Vordergrund) erstreckt sich der Hauptdioritzug (Raum 1) zwischen dem Kirschhausener Tal und dem Lautertal (links) bis zum Krehberg, dazwischen das zum Knodener Kopf führende Gronauer Tal. Im Hintergrund sind das Weschnitztal und der Tromm-Rücken zu erkennen. Links im Vordergrund beginnt der Felsberg-Rücken (Raum 2), dahinter der Neunkircher Komplex

Ein gemeinsames Merkmal der vielfältigen, eng miteinander vermischten plutonischen (Gabbro, Diorit, Granodiorit, Granit) und metamorphen Bestände ist die flasrige Struktur (Paralleltextur), die in Magmatiten (v. a. Granitoiden, Biotitdioriten) auftritt. Ähnlich wie in den Schieferzügen ist das Mineralgefüge flächenhaft parallel gerichtet.
Die bereits vereinfachten geologischen Karten zeigen eine sehr komplexe Gesteinszusammensetzung. und die morphologischen Einheiten (Oberflächenformen) haben neben einem mehr oder weniger einheitlichen plutonischen Kern zonierte metamorphe Rahmen und oft mehrere von Mischzonen unterbrochene Teile. Stark generalisiert kann man von Süden nach Norden drei Räume unterscheiden, die sich entweder an SW-NE quer durch die Zone streichenden Gebirgsrücken (Raum 1 und 2) oder an N-S verlaufenden Formationen (Raum 3) orientieren:
Raum 1
- Hauptdioritzug Heppenheim/Bensheim-Lindenfels/Gadernheim zwischen Kirschhausener- und Lautertal (Schiefer/Metapelite an den Bergflanken, Diorite, nur im Westen aplitische Granite, in den Gipfelregionen)[8]
- In NE-Weiterführung schließen sich ein Granit- (Lindenfels) und Gabbro-Schiefergneisgebiet (zwischen Lindenfels, Winterkasten, Laudenau und Reichelsheim) an sowie, nördlich davon, zwischen Fischbach- und Gesprenztal, der Neunkircher Komplex: ein reichlich kieselsäurehaltiger Flasergranitoidzug mit eingeschlossenem Gneis und Diorit.

Raum 2

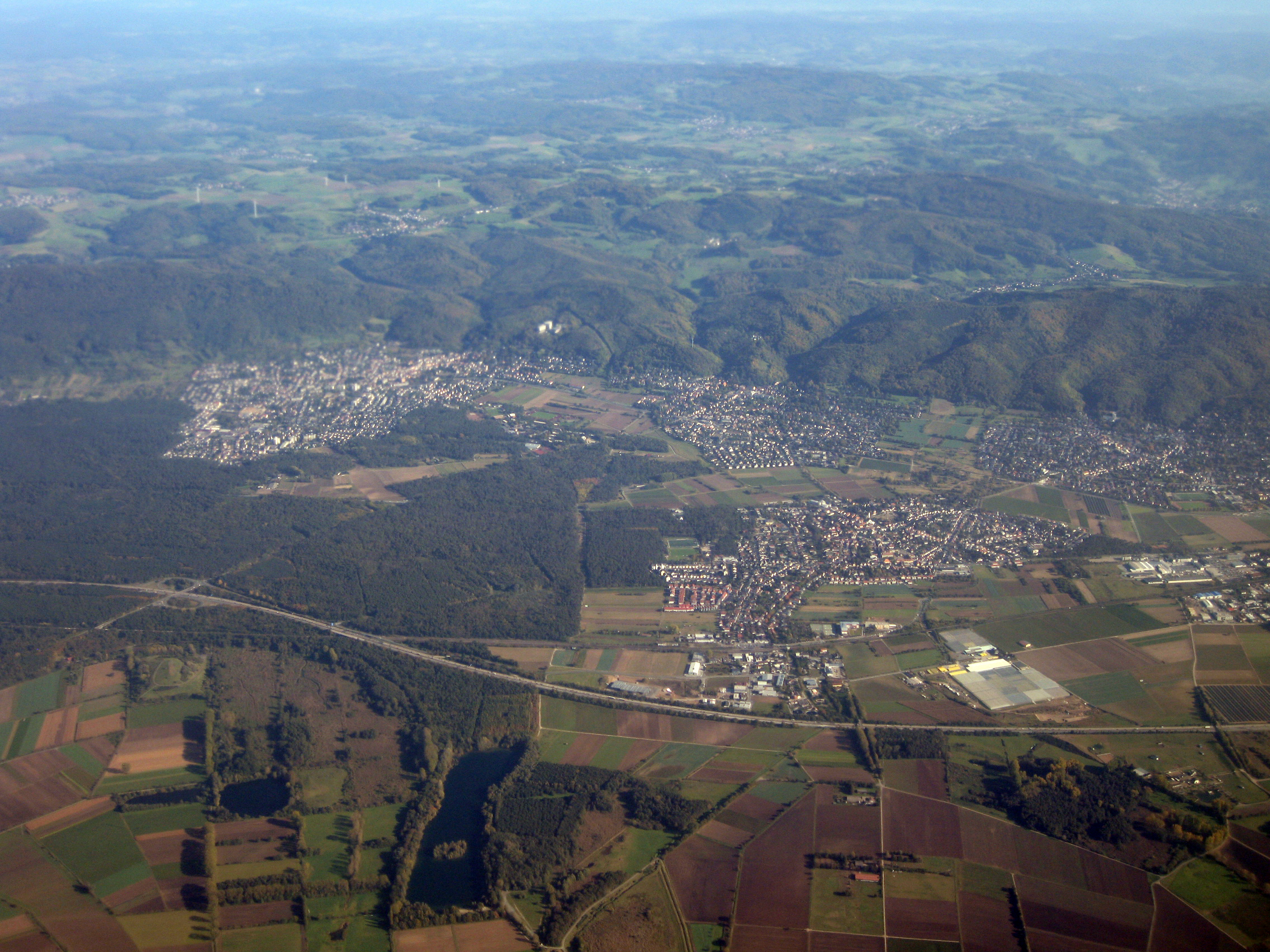
Seeheim (links) liegt am nördlichen Rand der Flasergranitoidzone. Der Gebirgsrand nach rechts führt zum Granodiorit-Melibokus (Raum 3) hinter Alsbach (rechts), dahinter sieht man die Schiefergneiszone bei Balkhausen. Im Hintergrund zieht sich der Granitoidzug von der Neunkircher Höhe in Richtung Steinkaute bei Wersau und dahinter, vom Gesprenztal getrennt, der Böllsteiner Gneis-Rücken (am oberen Bildrand), links davon sind das Altscheuer-Gebiet (Raum 2) und die Reinheimer Bucht erkennbar

- Die Bergketten verlaufen zwischen Bensheim/Auerbach und Groß-Bieberau nördlich des Lauter- bzw. des Fischbachtals: 1. Quarzdiorit des Felsberg bei Reichenbach, 2. von vielen Ganggesteinen durchsetzter flasriger bis gneisiger Neutscher-Granitoid-Komplex, 3. flasriger bzw. porphyrischer Granit, Granodiorit, Diorit bis Gabbro des Altscheuer-Rückens[9]
- Nach Norden folgt zwischen Hochstädten und Groß-Bieberau ein Gneiszug.

Raum 3
- Nördlich Auerbachs bis Seeheim durchbrechen der N-S verlaufende Malschen (=Melibokus)-Granodiorit und die östlich anschließende Schiefergneiszone bei Balkhausen das SW – NE Schema, allerdings haben sie z. T. erzgebirgisch orientierte Internstrukturen.[10]

Einzelne Formationen sind in Steinbrüchen aufgeschlossen, in denen die Granitoiden für Bausteine sowie Straßenschotter abgebaut wurden bzw. werden: Herchenrode (nördlich von Brandau im Modautal. Hornblendediorit und biotitdioritischer Granodiorit), Webern (östlich von Herchenrode am Streiterberg-Hang: Granit, der beim Bau des Reichstags in Berlin verwendet wurde). Laudenau und Am Buch bei Lindenfels (Gabbro, Gabbrodiorit, hornblenditische Abarten), Hochstädten bei Auerbach (Flasergranitoid), Erlenbach (Diorit), Am Mühlberg bei Billings (Diorit, Flaser-Granodiorit in Kontakt mit Granodioritporphyrit).

## Tektonische Prozesse
Durch die Kontinentalverschiebung drifteten in der Devon- und Karbon-Zeit (vor etwa 380-320 Mio. Jahren) zwischen einem Nord und einem Südkontinent kleine Terrane und Inseln aufeinander zu. Infolge der Zusammenschiebungen wurden einmal Gesteine tief in die Erdkruste versenkt (Subduktion) und in ca. 15 Kilometer Tiefe aufgeschmolzen, zum Zweiten – zusammen mit Magmagesteinen – langsam wieder in die Erdkruste hochgedrückt, wo sie im Laufe von 60 Millionen Jahren allmählich abkühlten und auskristallisierten. So entstand das Variszische Gebirge, zu dem der Odenwald zählt, und als Teil davon die von Heppenheim/Bensheim bis zur Otzberg-Störung verlaufende Flasergranitoidzone. Sie unterscheidet sich sowohl vom nördlichen →Frankenstein-Komplex, vom östlichen →Böllsteiner Odenwald wie auch vom südlich anschließenden →Weschnitzpluton einschließlich des →Trommgranits und seinen Variationen durch die komplizierte Gesteinszusammensetzung wie auch durch die erzgebirgische Ausrichtung.

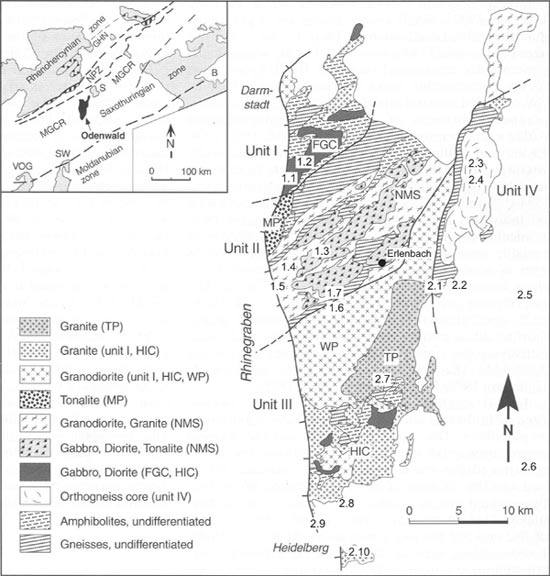
Geologische Karte des Odenwaldes (aus: Altherr, 1999)
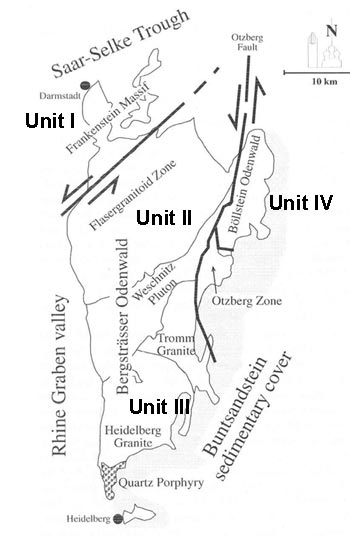
Geologische Karte des Odenwaldes (aus: Stein, 2001)
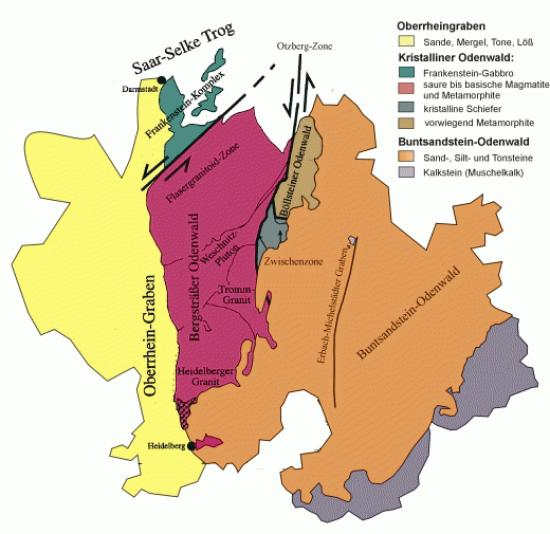
Geologische Karte des Odenwaldes (Stein, 2001 + Weber, Geo-Naturpark)
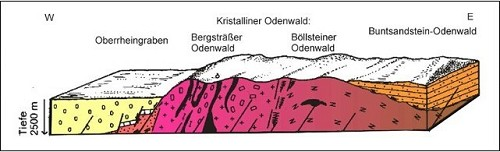
Geologisches Profil des Odenwaldes (Geo-Naturpark)
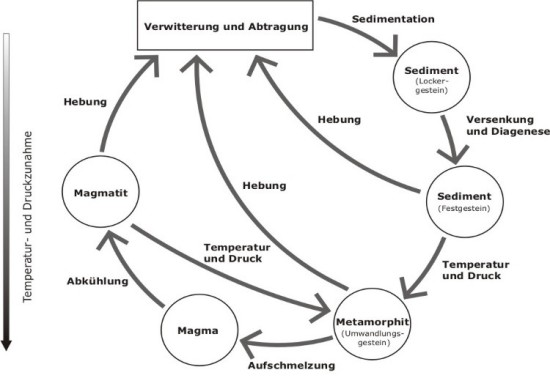
Kreislauf der Gesteine (Geo-Naturpark)

In der Fachliteratur werden sowohl die Entstehung der Mischformationen wie auch die Gemeinsamkeiten mit bzw. die Abgrenzung gegenüber den benachbarten Einheiten des kristallinen Odenwalds in Verbindung mit den tektonischen Prozessen diskutiert:
G. Klemm deutete die charakteristische flasrige Paralleltextur (PT) als Fließrichtung des einströmenden Magmas zwischen die Altbestände, Nickel dagegen als eine Strukturierung bei der Platznahme, also nach der Intrusion, in Verbindung mit einer fortlaufenden scherenden (s. u.) Bewegung des Gesamtraumes (Syntektonik). Krohe vermutet eine kontinuierliche mehrphasige strukturelle Einprägung und als Grund dafür eine intensive Scherung (Dehnung und Seitenverschiebung) und postuliert die Flasergranitoid-Zone als eine große strike slip zone (Blattverschiebung), d. h. die tektonischen Platten schoben sich seitlich aneinander vorbei. Stein nimmt dagegen weniger eine tektonische als eine magmatische Ursache an, v. a. für den südlichen Teil: verschiedene in einer kurzen Zeitspanne aufsteigende Magmakörper (nested diapirs). Für den nördlichen Grenzbereich zum Frankenstein-Massiv vermutet er eine Überprägung durch Scherbewegungen (s. u.).

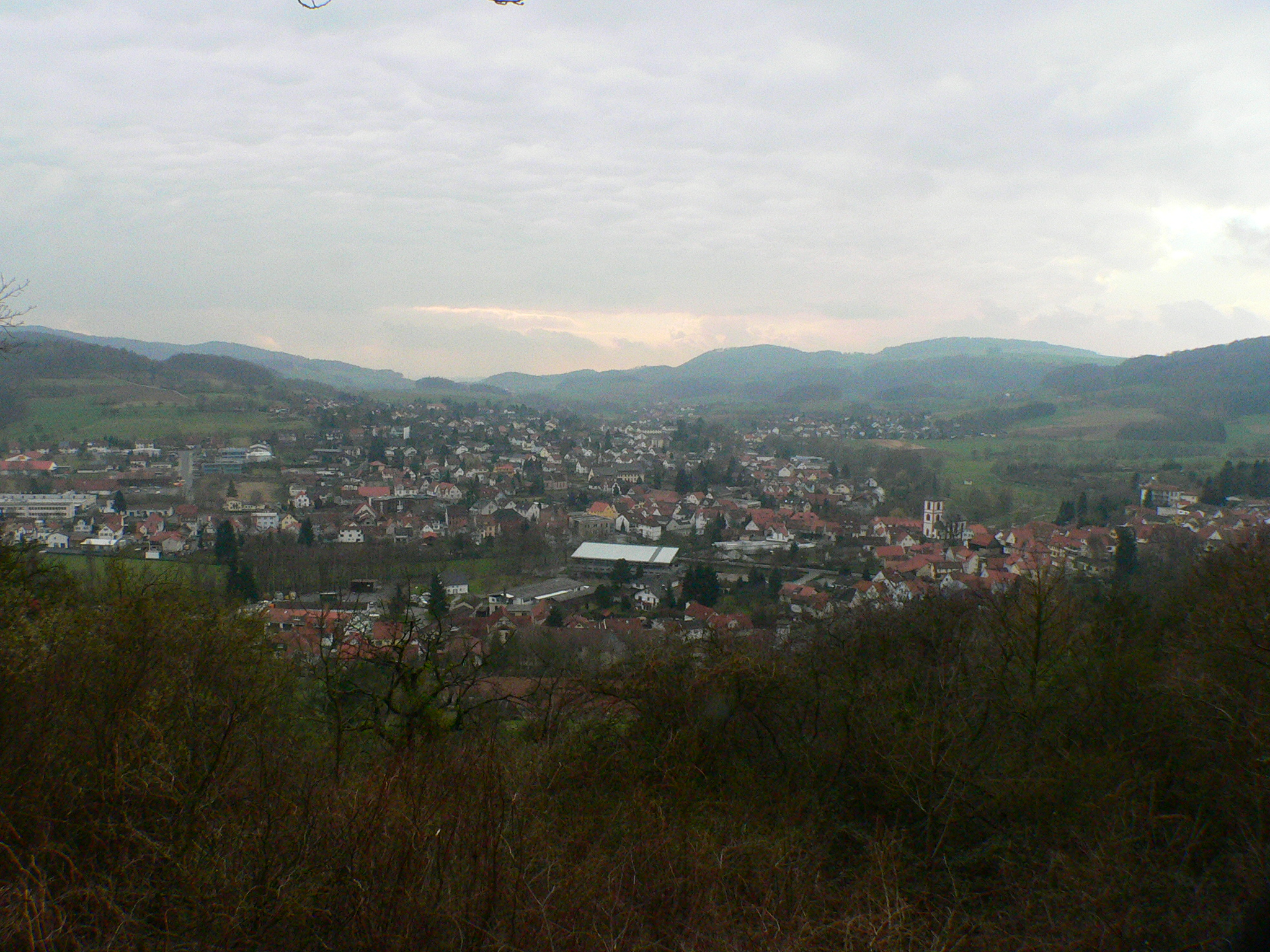
Blick vom Reichenberg auf Reichelsheim und das Mergbachtal zum Gumpener Kreuz: rechts das Lindenfelser Granit-, das Laudenauer Gabbrogebiet sowie der Neunkircher Granitoidzug, links im Hintergrund Berge im Weschnitzpluton bzw. Trommgranit, davor Ausläufer des Böllsteiner Gneis-Rückens, der durch die ungefähr parallel zum Gesprenztal verlaufende Otzbergspalte, die sich als alte Störungszone nach Süden bis zur Oberrheingraben-Grenze Heidelberg-Karlsruhe fortsetzt, vom Bergsträßer Odenwald getrennt ist.

In diesem Zusammenhang stellt sich die Frage nach der Einordnung dieser Zone in die Odenwald-Gebirgsbildung. Nickel unterteilt das Gebiet morphologisch-geologisch in drei Räume (s. o.). Stein fasst diese zur Flasergranitoidzone zusammen und grenzt sie wie Altherr aufgrund der tektonisch-metamorphen Geschichte gegenüber den beiden – durch Störungszonen (strike-slip Zonen) getrennten – Einheiten: Böllsteiner Odenwald und Frankenstein-Komplex ab:
Radiometrische, geochemikalische und strukturbezogene Daten weisen auf eine Suturzone zwischen dem Frankenstein-Komplex und Flasergranitoidzone hin:
- Der Frankenstein-Gabbro intrudierte vor ca. 360 Millionen Jahren,[28] 20 Millionen Jahre bevor die Plutonplatznahme in der Flasergranitoidzone begann.[29]
- Weiterhin gibt es Hinweise auf unterschiedliche Intrusionstiefen: Der Frankenstein-Gabbro wird interpretiert[30] als Mantelschmelze-Produkt, während alle Plutone im angrenzenden südlichen Teil des Bergsträßer Odenwalds eine Krusten-Signatur haben.[31]

Unterschiedliche Auffassungen gibt es bezüglich der Südgrenze der Flasergranitoidzone.
Willner (1991) und Krohe (1994) beschreiben, wie Altherr, eine Störungszone (strike-slip zone) als Grenze zwischen der Flasergranitoidzone und dem Weschnitz-Pluton und betonen die Unterschiede der Intrusionsstrukturen: Im südlichen Teil des Bergsträßer Odenwalds treten die Intrusionen als große nach oben dringende Plutone auf, wohingegen die der zentralen Region meistens eine enge und komplexe Verbindung eingehen. Deshalb teilen sie den Bergsträßer Odenwald in zwei unabhängige tektonisch-metamorphische Einheiten (unit 2 und unit 3).
Stein dagegen fasst die Flasergranitoidzone mit Weschnitzpluton, Trommgranit und →Heidelberger Granit zusammen, da er keine Störungszone ermitteln konnte:
- Radiometrische Messungen von Kreuzer und Harre (1975), Rittmann (1984) und Todt (1995)[34] zeigen weder eine bedeutende Zeitdifferenz zwischen den Intrusionen noch zwischen den Höhepunkten der Metamorphosen in beiden units: 235Uran/207Blei- und 238Uran/206Blei-Datierungen an Zirkonen von Metamorphiten, die aus Sedimenten entstanden sind, des zentralen (336–337 Mio. Jahre) und des südlichen Bergsträßer Odenwalds (342 Mio. Jahre, 332 Mio. Jahre) beziehen sich auf thermale Spitzen der regionalen Metamorphose.[35] Die anschließende Abkühlungsgeschichte ist hergeleitet von Kalium-Argon- und 40Argon/39Argon Werten von Hornblende (343-335 Mio. Jahre; 334 Mio. Jahre) und Biotit (328-317 Mio. Jahre; 330 Mio. Jahre).[36]
- Zwischen den geochemikalischen Signaturen der Plutonen des zentralen und des südlichen Odenwaldes wurde keine große Differenz festgestellt.[37]
- Strukturen der südlichsten Flasergranitoidzone zeigen keine ausgedehnte (nur lokale) Überprägung der magmatischen Gefüge, wie es bei einer großen Scherzone eigentlich zu erwarten wäre.
- In der Flasergranitoidzone kommen auch große homogene Plutone wie der Melibokus-Granodiorit vor. Deshalb gibt es keinen generellen Unterschied zum homogenen Weschnitzpluton.
- Willner (1991) fand Unterschiede in der metamorphen Geschichte zwischen dem Frankenstein-Komplex (links gerichtete PT Spuren) und dem restlichen Bergsträßer Odenwald (rechts).[38]

Die meisten tektonischen Prozesse der Zone sind also verbunden mit Aufschmelzungen älterer Gesteine durch Intrusionen sowie wechselseitigen Infiltrationen und Überformungen benachbarter Partien, die dann ähnliche kristallin/metamorphe Strukturen haben. Ein Sonderfall ist der Auerbacher Marmorzug, der beidseitig begrenzt wird von Hochstädter Flasergesteinen. Der Marmor selbst entstand vermutlich aus vor etwa 390 Millionen Jahren auf einem Meeresboden abgelagerten Kalksteinen, die während der Gebirgsbildung in einen Marmor umgewandelt wurden.
Bei variszischen und späteren (z. B. tertiären) tektonischen Vorgängen rissen immer wieder in den Gesteinsmassen Spalten auf, in welche u. a. jüngere aplitartige Granodioritporphyre, wie der Alsbachit (Granodiorit-Steinbruch am Melibokus bei Zwingenberg), oder Schmelzen eindrangen und dort zu Ganggesteinen auskristallisierten. Beispiele sind u. a. die erzhaltigen (v. a. Kupfer-) Quarz- bzw. Baryt-Gänge bei Reichenbach, die vom Teufelsstein über den Borstein zum Hohenstein quer zum Streichen der umgebenden Granite und Quarzdiorite verlaufen.

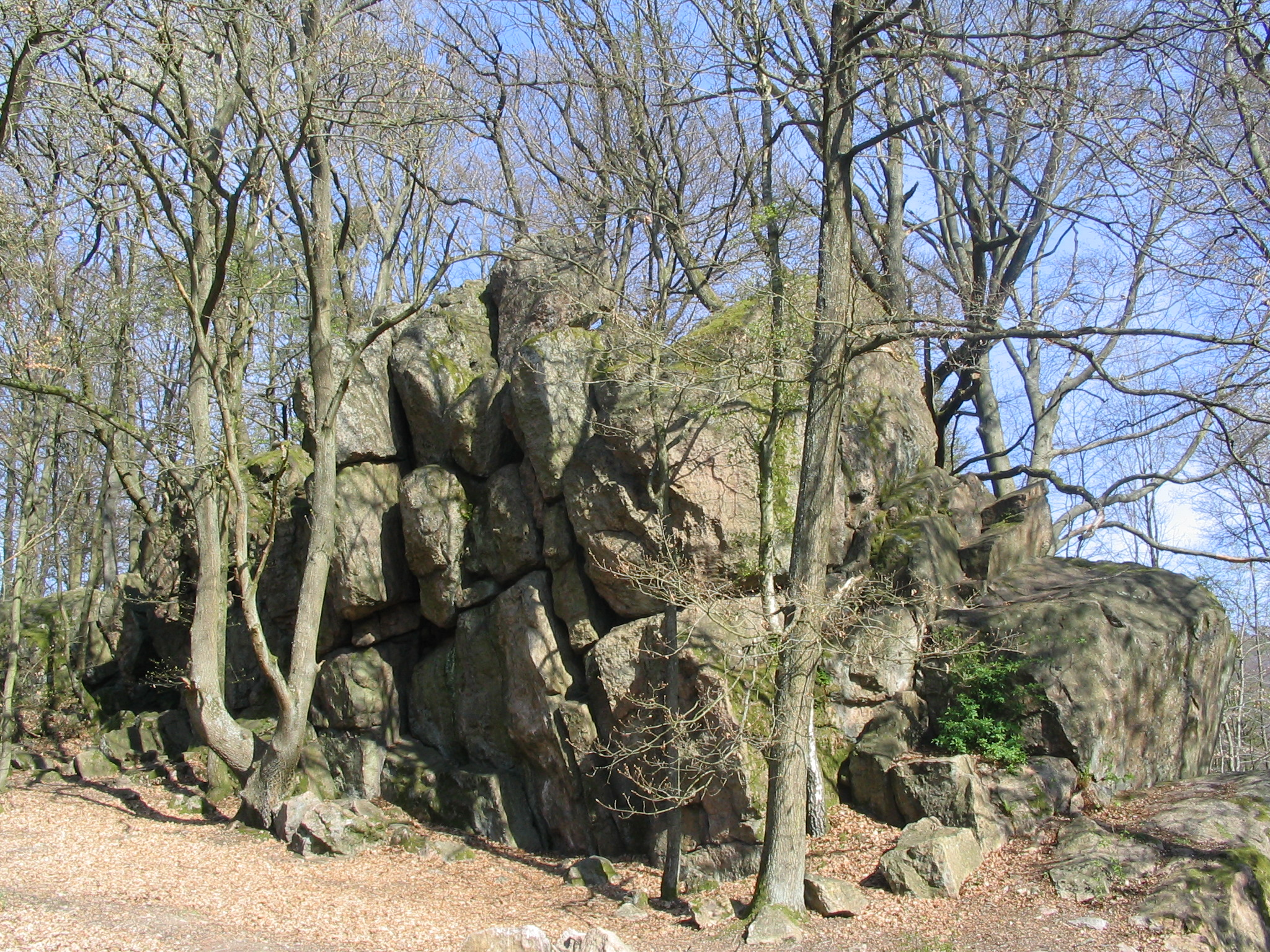
Die Baryt-Quarz-Klippe des Borsteins am Teufels-Berg-Hang westlich Reichenbachs
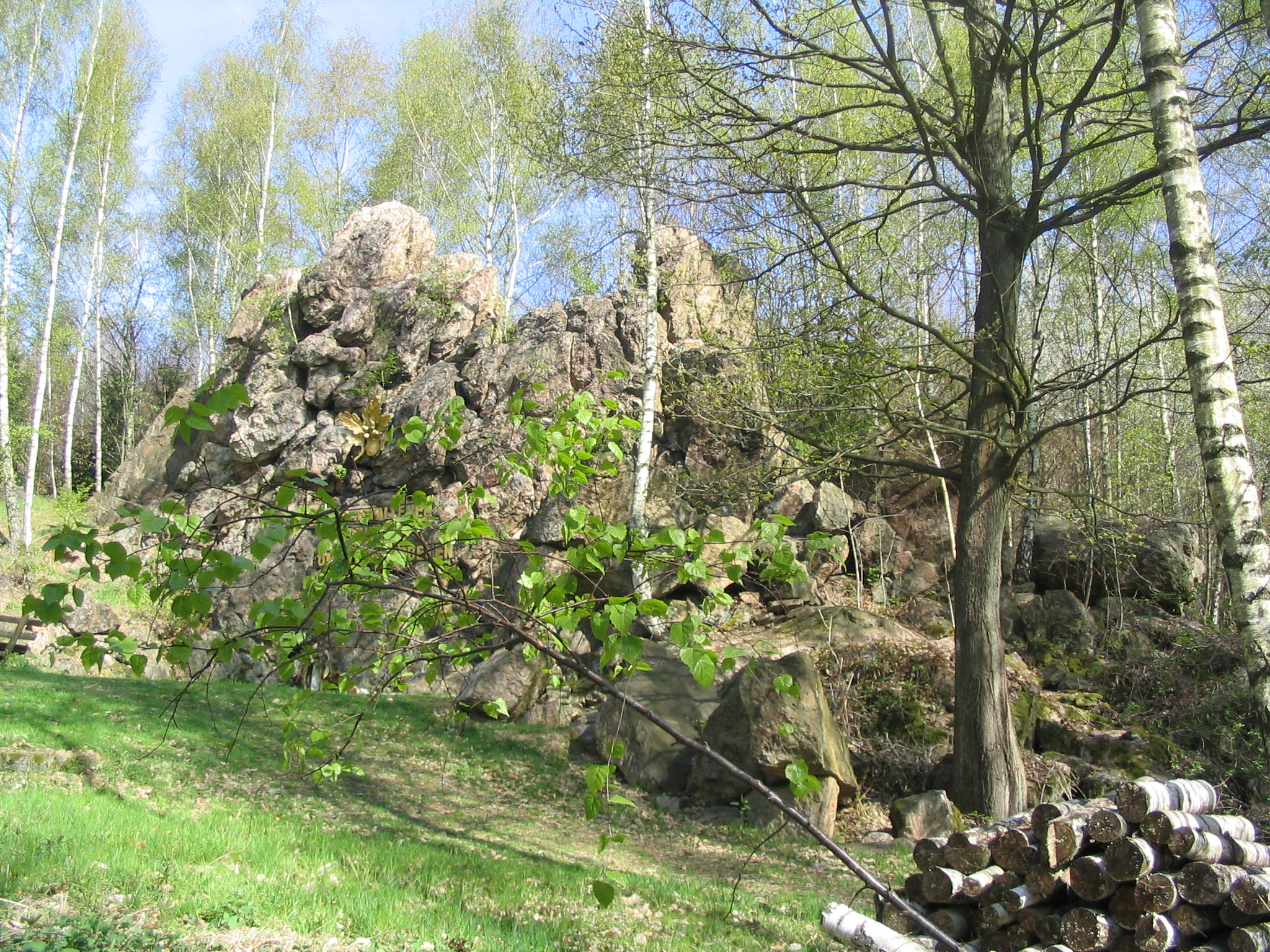
Der Teufelsstein-Felsen setzt den Baryt-Quarz-Gang nach NW fort. Er dient als Toten-Gedenkstätte des Odenwaldklubs.
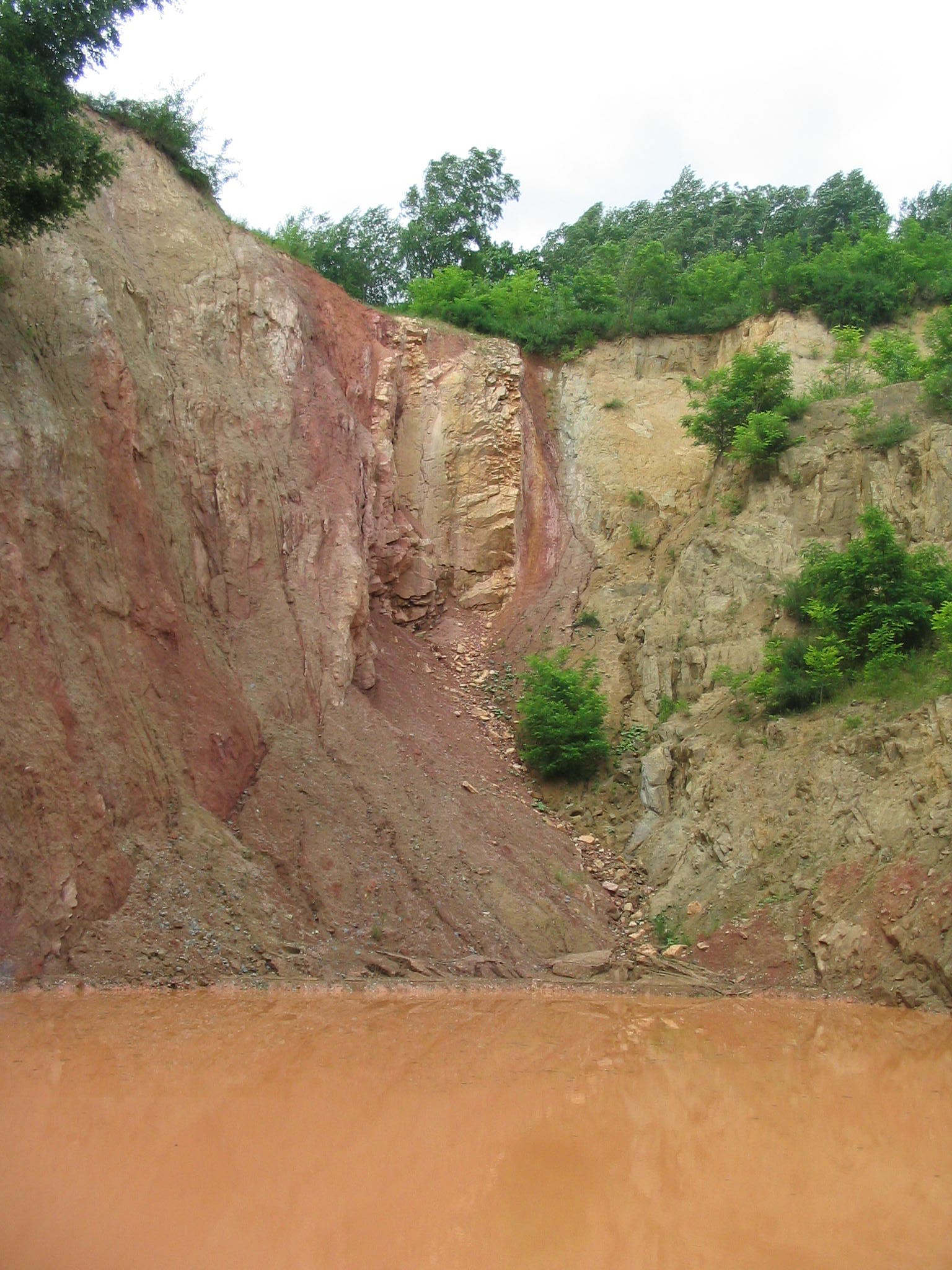
Oberste Abbausohle des Quarzitgangs am Borstein. Die Blöcke werden vorwiegend zu Grabsteinen verarbeitet oder für Gartenanlagen genutzt.
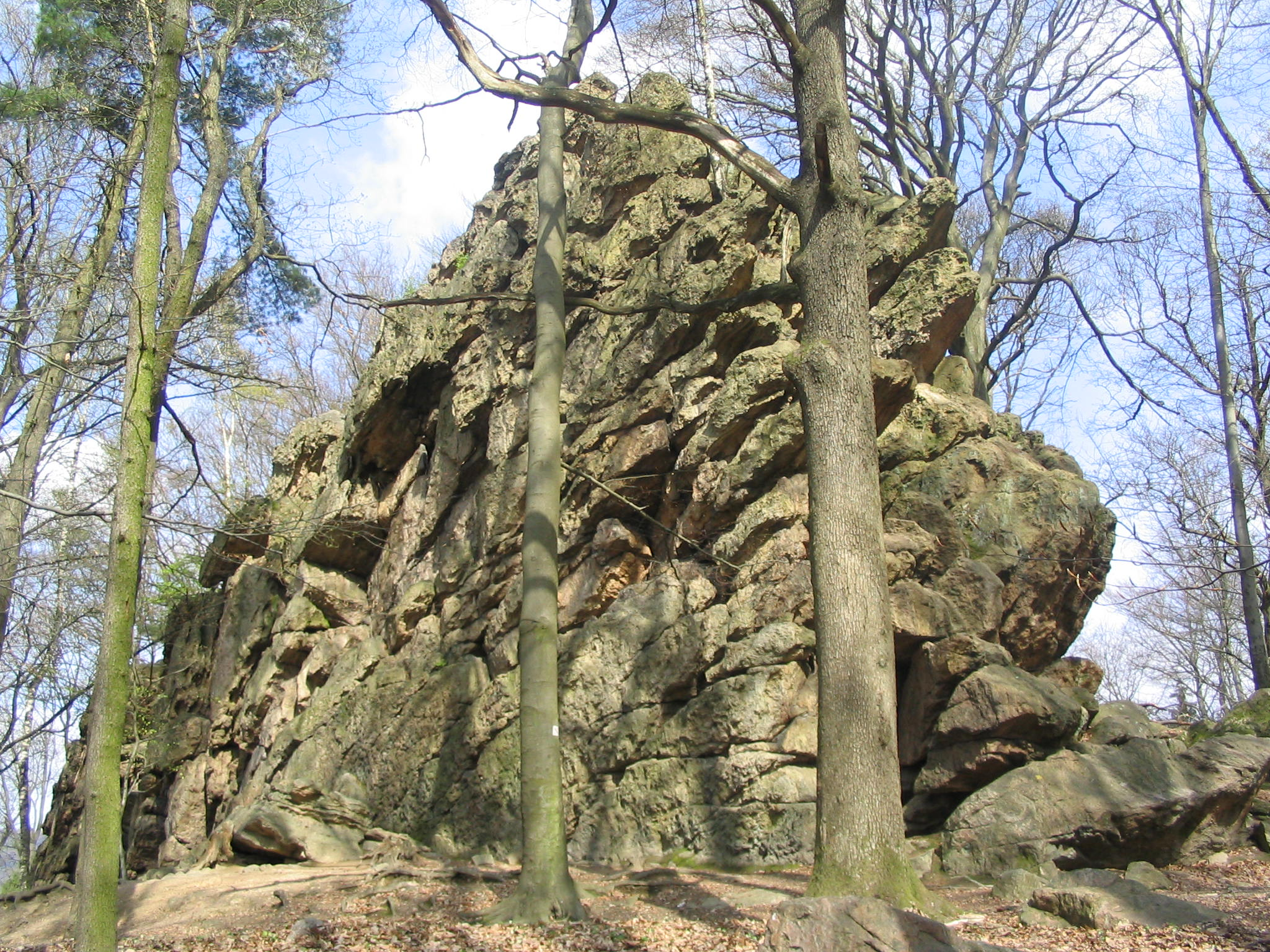
Die Hohenstein-Klippe markiert den südöstlichen Verlauf des Baryt-Quarz-Gangs auf der anderen Seite des Lautertals.
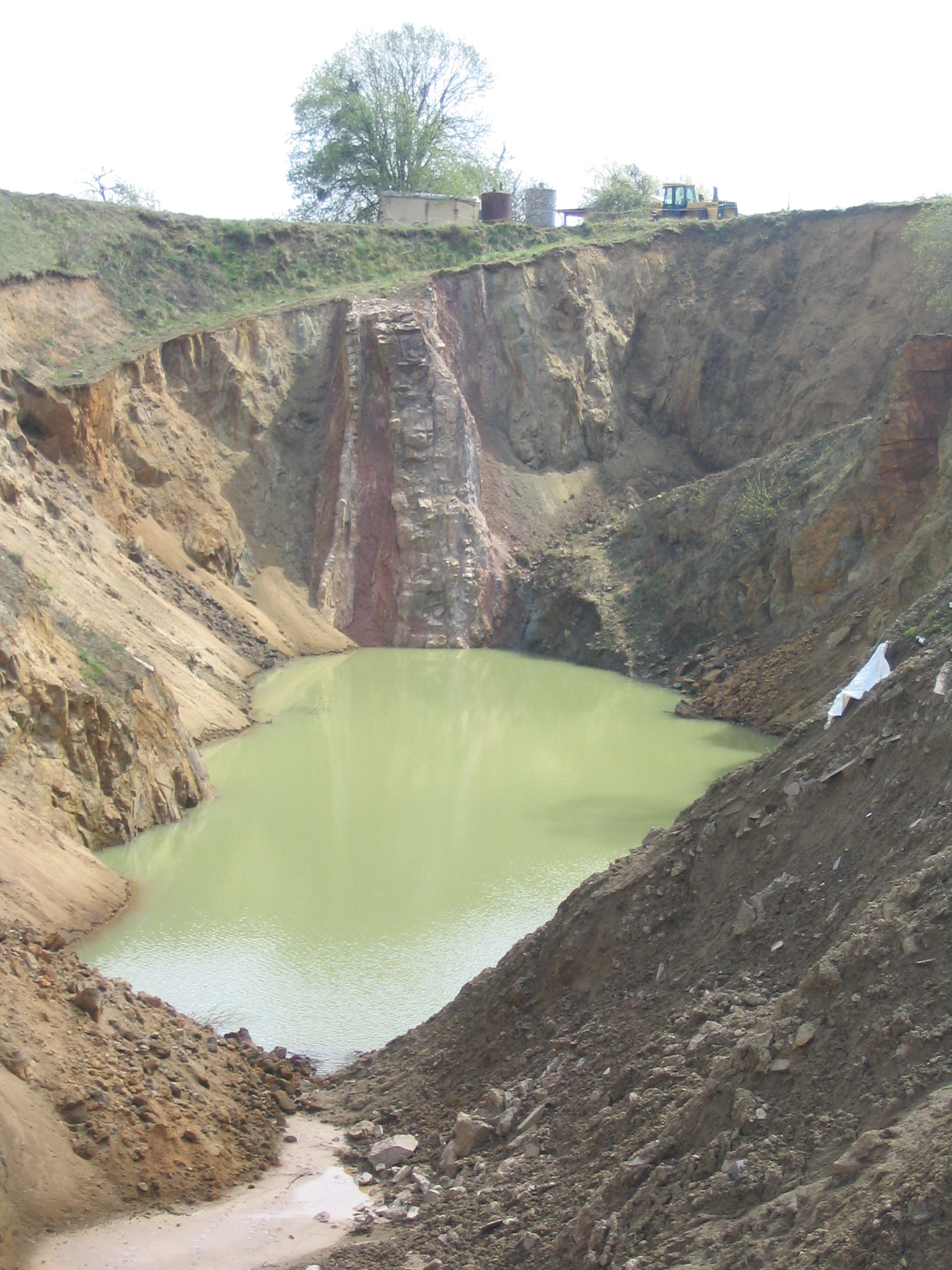
Am Katzenstein bei Raidelbach ist der Baryt-Quarz-Gang wie am Borstein durch den Tagebau erschlossen.

## Das heutige Landschaftsbild des Flasergranitoidgebietes
Das heutige abwechslungsreiche Landschaftsbild mit den welligen zertalten Kuppen und dem steilen Gebirgsrand zur Rheinebene entwickelte sich im Tertiärzeitalter. Vermutlich ist der westliche Teil der Flasergranitoidzone, wie andere Berge des Bergsträßer Odenwaldes, zusammen mit den auf ihm lagernden Sedimentschichten bis zu 3,5 km (Ende des Tertiärs: bis 4 km) tief im Oberrheingraben versunken, als dieser vor 45 Millionen Jahren, in Verbindung mit einer Rift-Zone vom Mittelmeer bis an die Nordsee, einbrach und durch Nachrutschen der damaligen Oberfläche und des Verwitterungsschuttes sogleich immer wieder aufgefüllt wurde. Ausgelöst durch diese Absenkungen zerbrachen Erschütterungen das Gebiet des heutigen Odenwaldes in Gebirgsblöcke und Gräben. Das andauernd absinkende Rheintal legte auch die Erosionsbasis für die Flüsse und ihre Seitenbäche immer tiefer, so dass sich diese zunehmend ins Gestein einschnitten. Außerdem begünstigte das warmfeuchte Klima dieser Zeit die Verwitterung (Weiteres unter Geologie des Odenwaldes) und die Flüsse erodierten den kristallinen Bergrumpf.

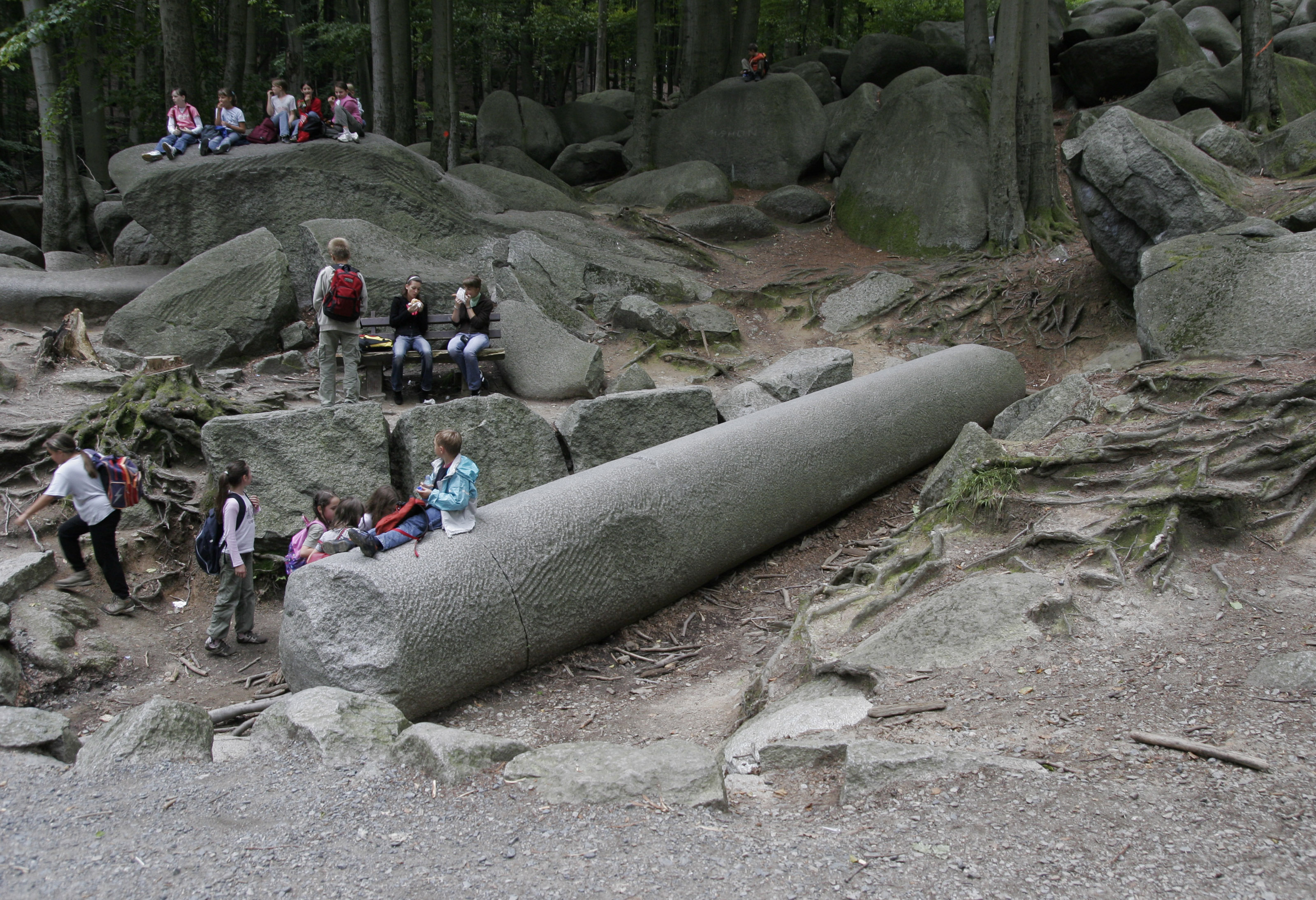
Quarzdioritfelsen und römische Steinmetzarbeiten (Riesensäule) im Reichenbacher Felsenmeer.
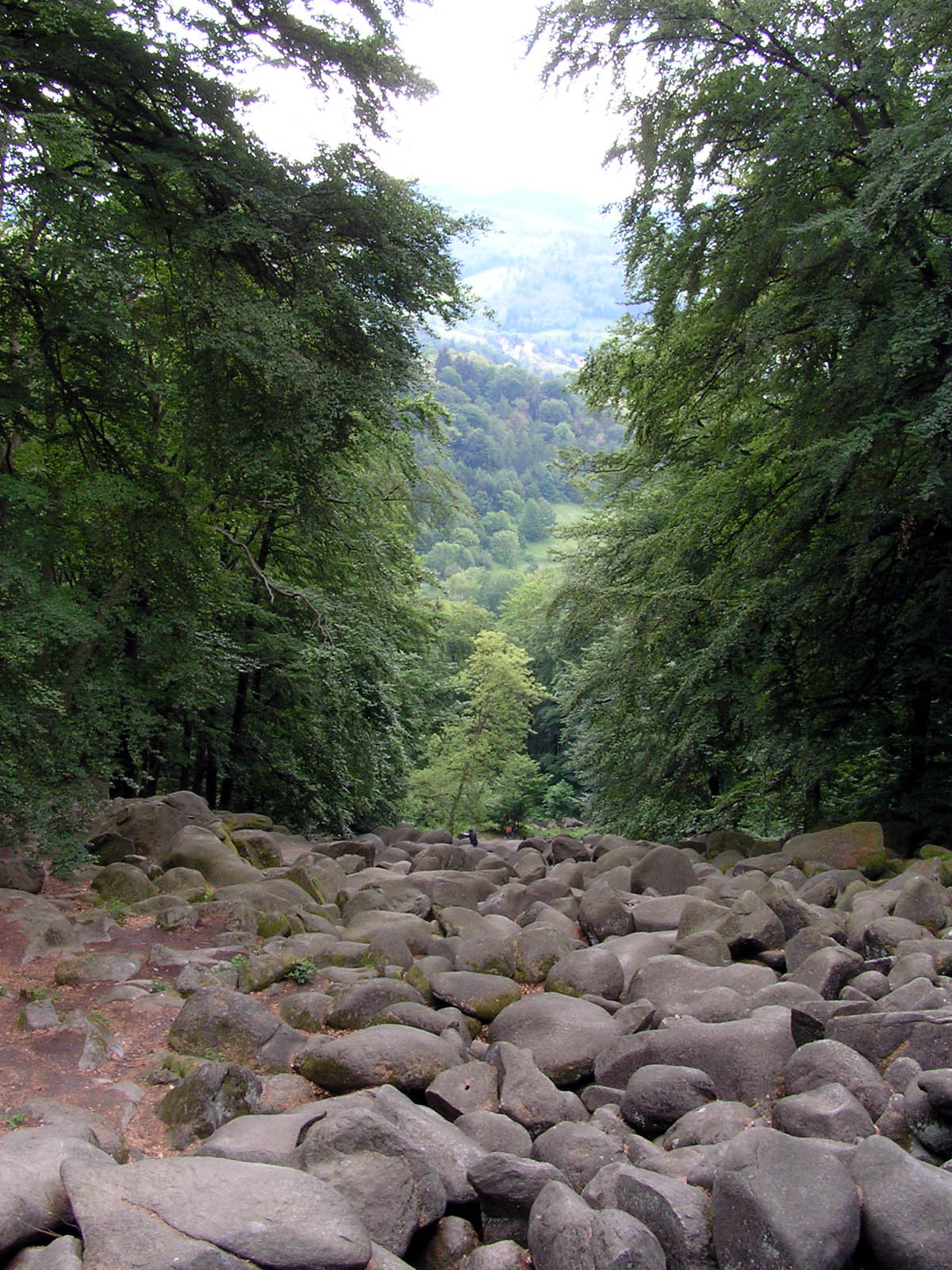
Das Felsenmeer bei Reichenbach entstand durch die unterschiedlichen Verwitterungsprozesse in Tetiär- und Eiszeit. Im Hintergrund das Lautertal
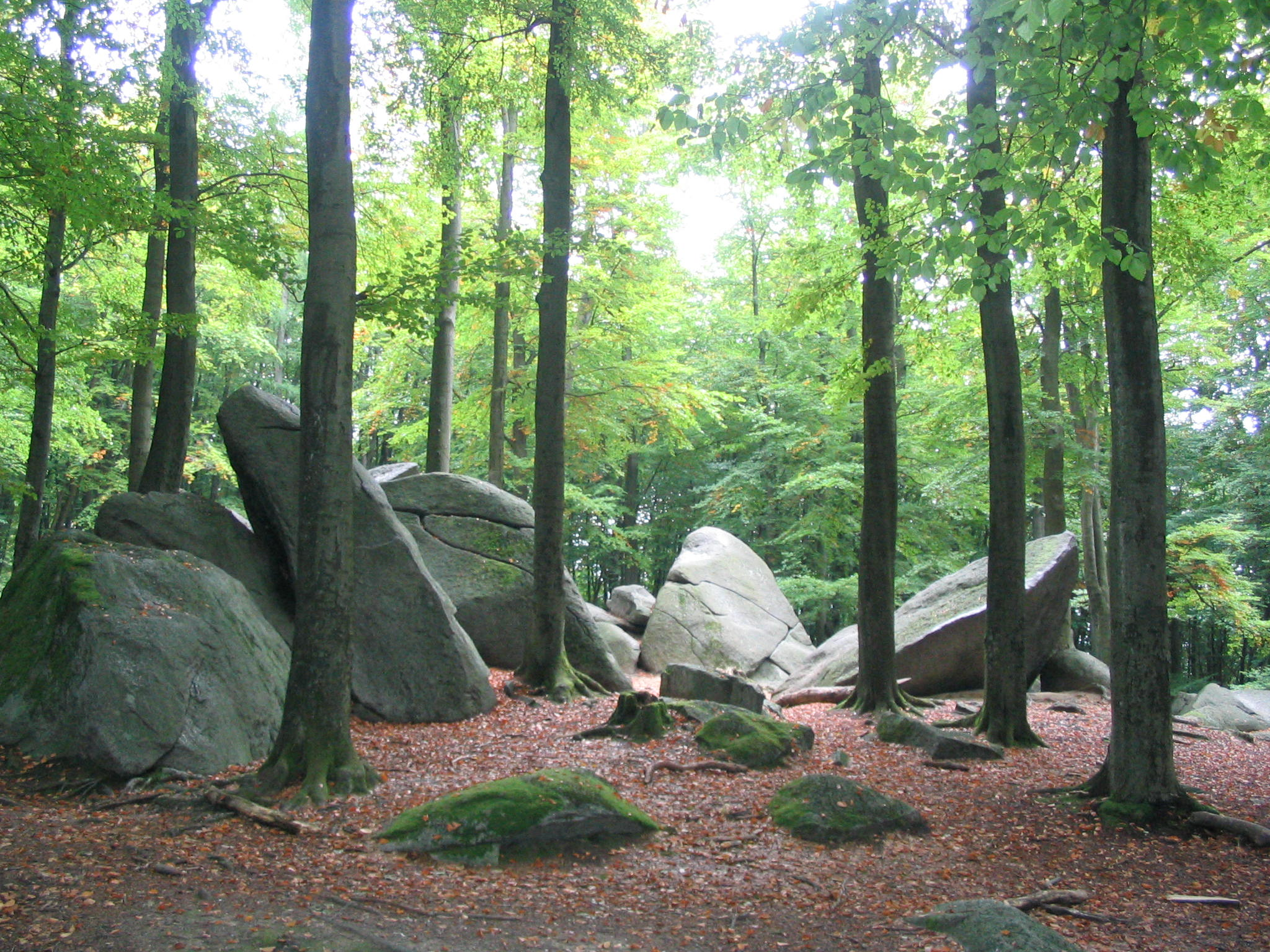
Altarstein-Gruppe östlich des Felsberg-Gipfels.
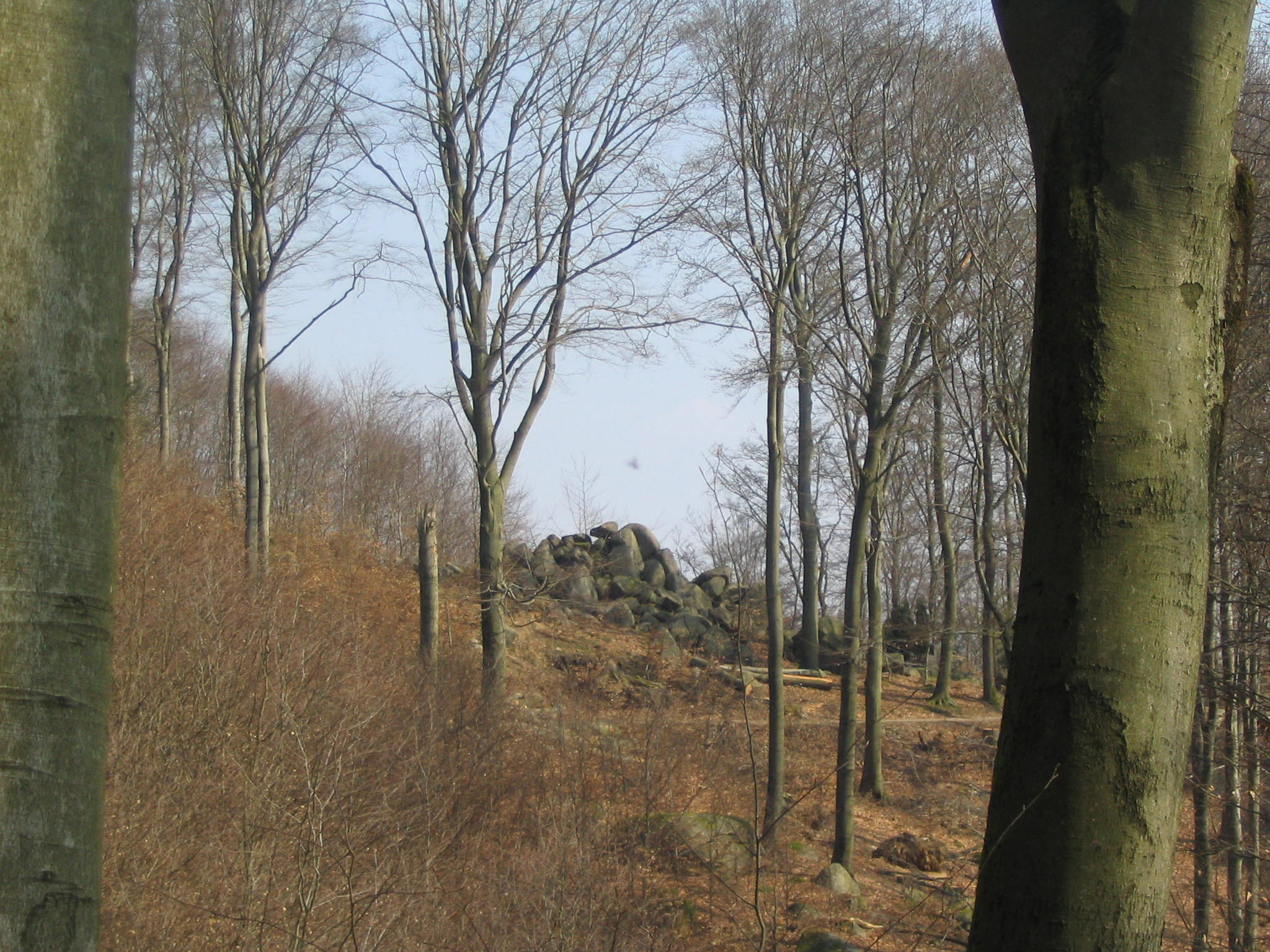
Granit-Felsgruppe auf dem Schenkenberg in Lindenfels.

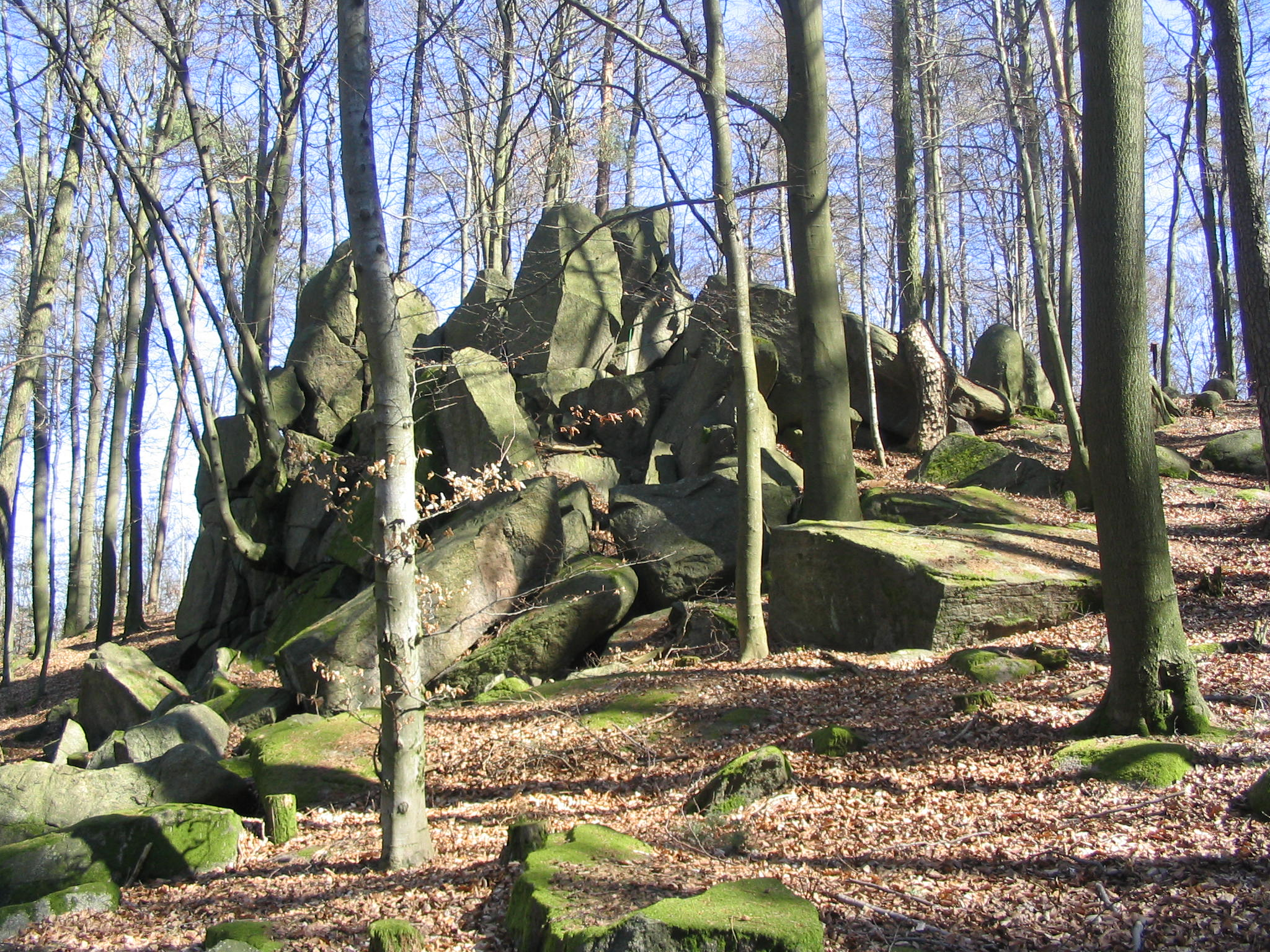
Die Flasergranitoid-Felsgruppe Wildfrauhaus ist nach einer sagenhaften Heilkräuterfrau benannt, die inmitten der Natur auf dem Streiterberg-Altscheuer-Bergzug im Fischbachtal hauste.
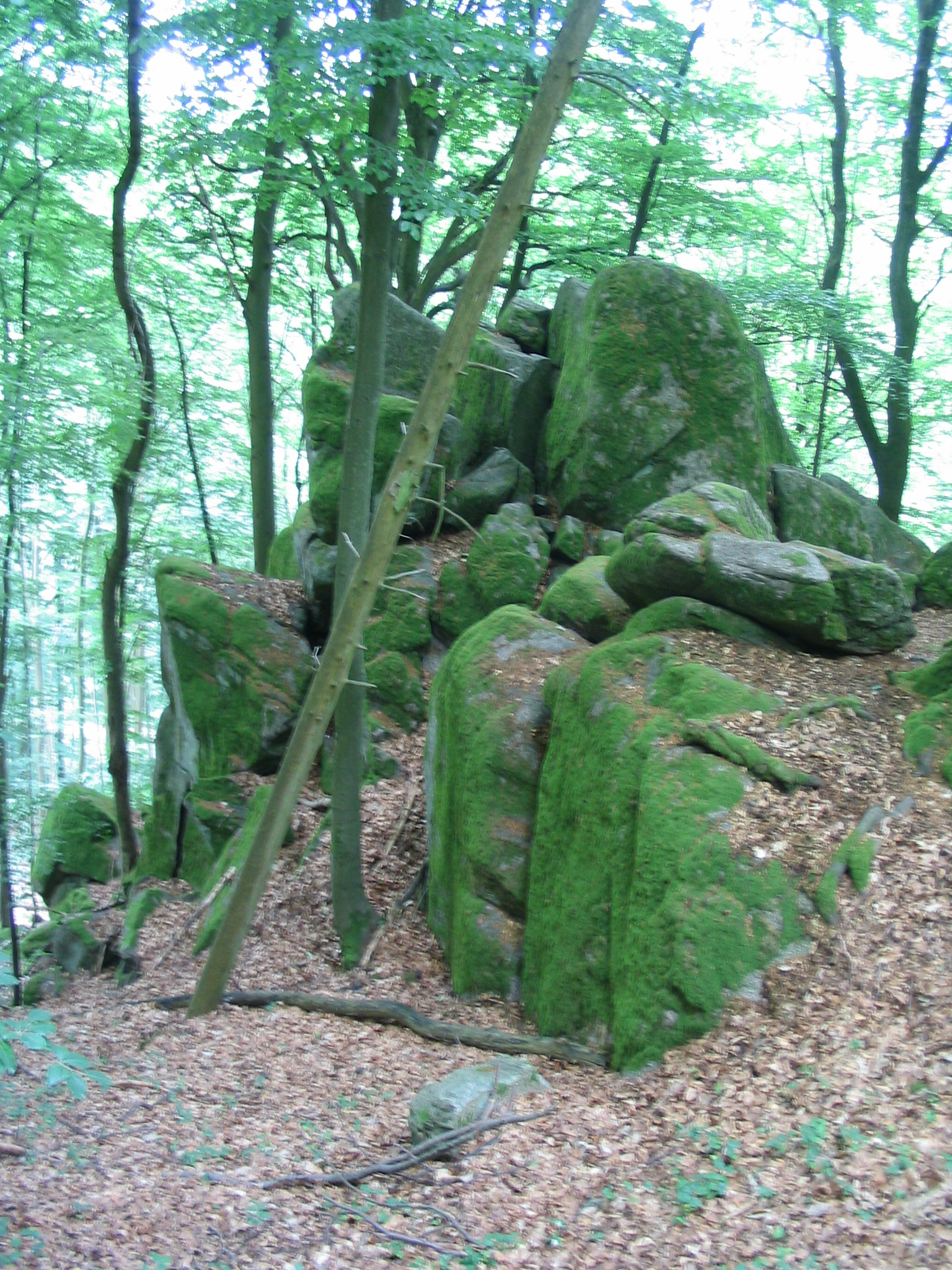
Eine ähnliche Wilde Frau-Sage verbindet sich mit dem Wildweibchenstein am Osthang der Germannshöhe bei Laudenau.
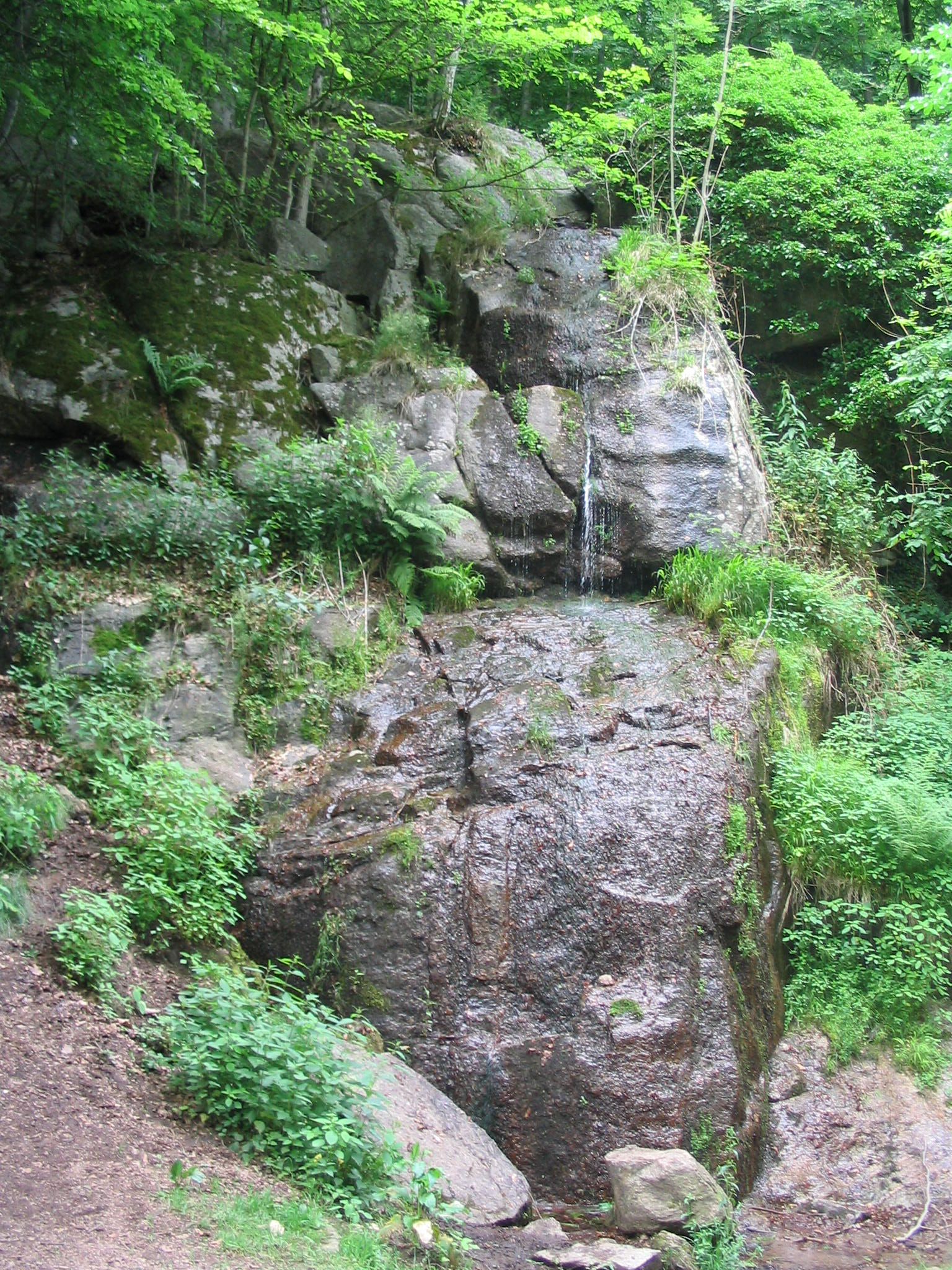
Der Fallende Bach rieselt über eine flaserig-gneisige Granitoidklippe im Burgwald in der Nähe der Ruine Rodenstein bei Fränkisch-Crumbach.
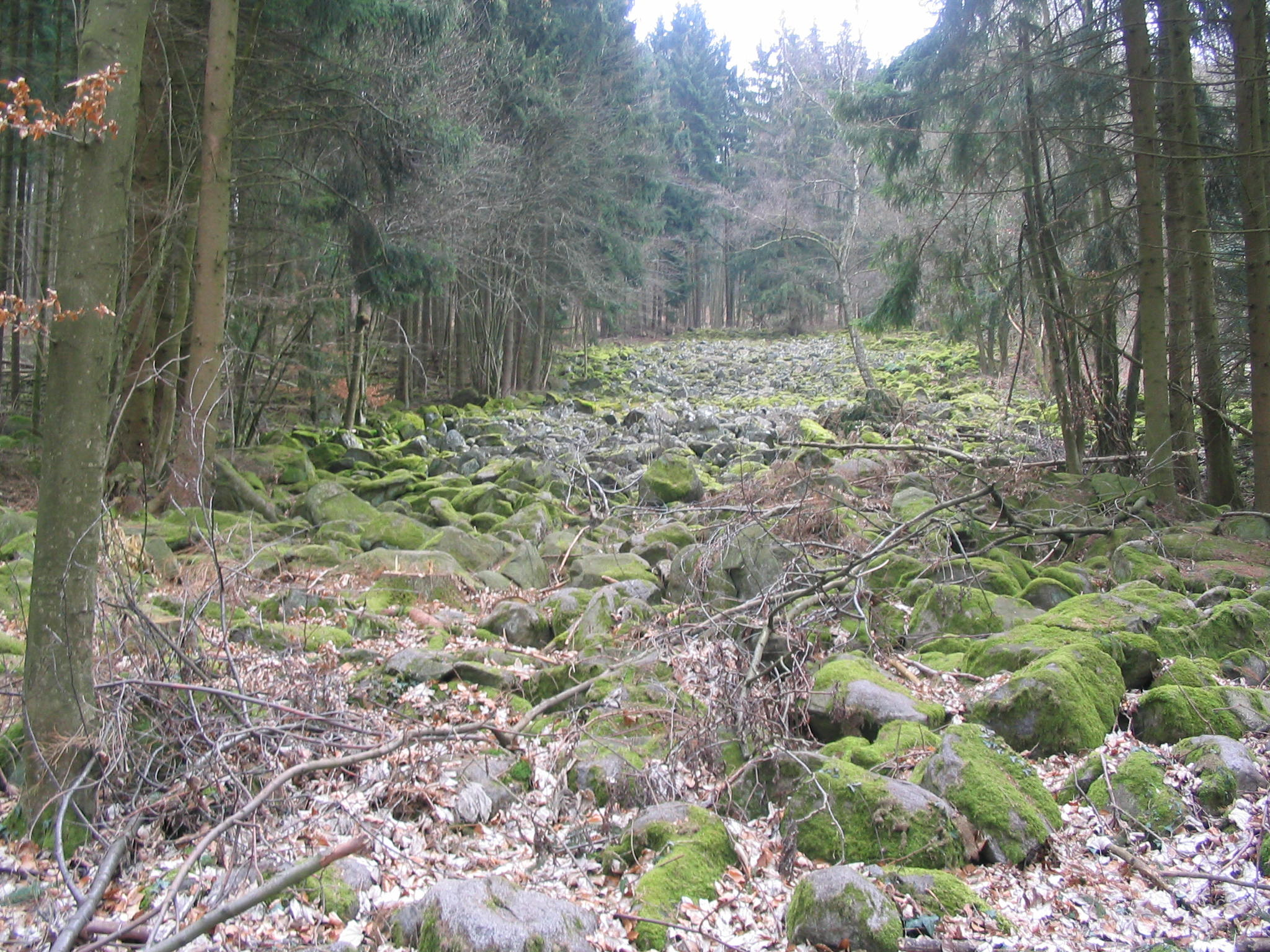
Kleines Flasergranitoid-Felsenmeer am Rimdidim-Westhang bei Steinau (nordöstlich Neunkirchens)

In diesem Zusammenhang wurden neben den Barytquarz-Felstürmen (s. o.) bei Reichenbach auch die großen Granitoid- oder Dioritformationen z. B. des Knodener Kopfes, des Steinkopfes, des Rimdidim, des Daumensteins (alle drei nordöstlich Neunkirchens), des Wildweibchensteins (nördlich von Laudenau-Freiheit) oder des Spitzesteins (östlich Billings) herausmodelliert: Die oberen Partien auf den Höhenrücken z. B. der Neunkircher Höhe, des Felsbergs oder des Krehbergs zerrissen in Blöcke und die anschließende Chemische Verwitterung rundete sie ab (Wollsackverwitterung). Zuerst waren sie noch umgeben von einer bis 30 m tiefen Vergrusung, später spülten Regengüsse den Grus auf die Hänge (Hangschuttdecken) und ins Tal, wo ihn die Bäche abtransportierten, und legten die Felsen frei, die teilweise in Auftauphasen Ende der Eiszeit auf dem Permafrostboden talabwärts rutschten und Blockmeere bildeten. Das Reichenbacher Felsenmeer ist das bekannteste Beispiel. In Bereichen des Dioritzugs, z. B. rund um den Krehberg, in den Gebieten zwischen dem Knodener Kopf und dem Heiligenberg, an den Hängen des Streiterbergs bzw. der Altscheuer (zwischen Brandau und Lichtenberg) oder westlich des Melibokus-Gipfels gibt es eine Vielzahl ähnlicher, allerdings kleinerer oder weniger kompakter Ansammlungen. Die meisten der oben genannten Formationen sind als Naturdenkmäler geschützt.

### Landschaftsbilder: Raum 1

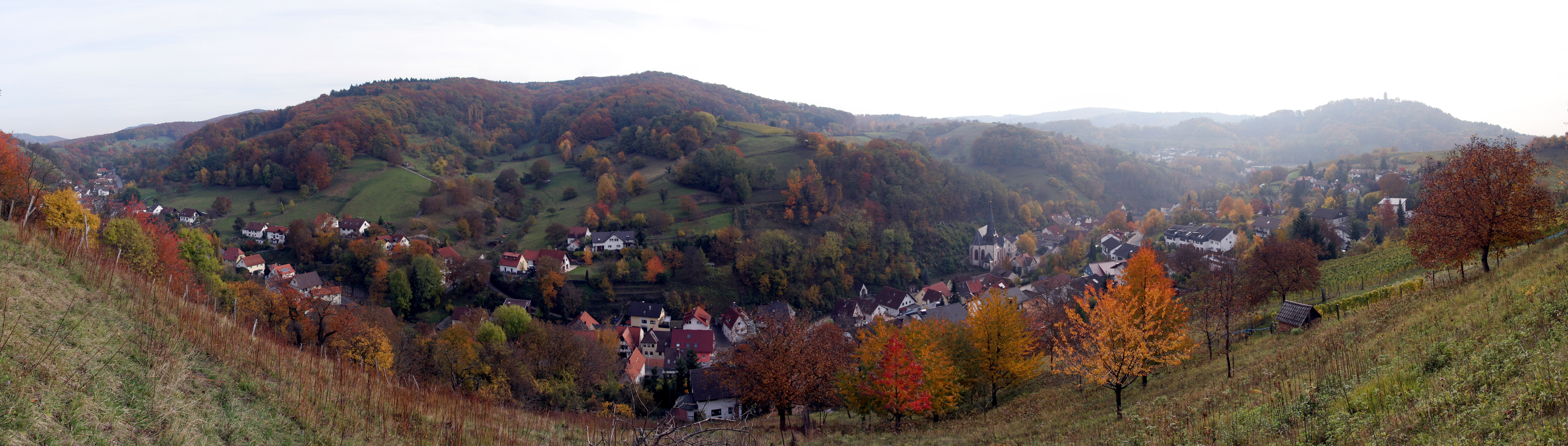
Der Heppenheim-Lindenfels-Hauptdioritzug (Blick von Unter-Hambach), rechts die Starkenburg
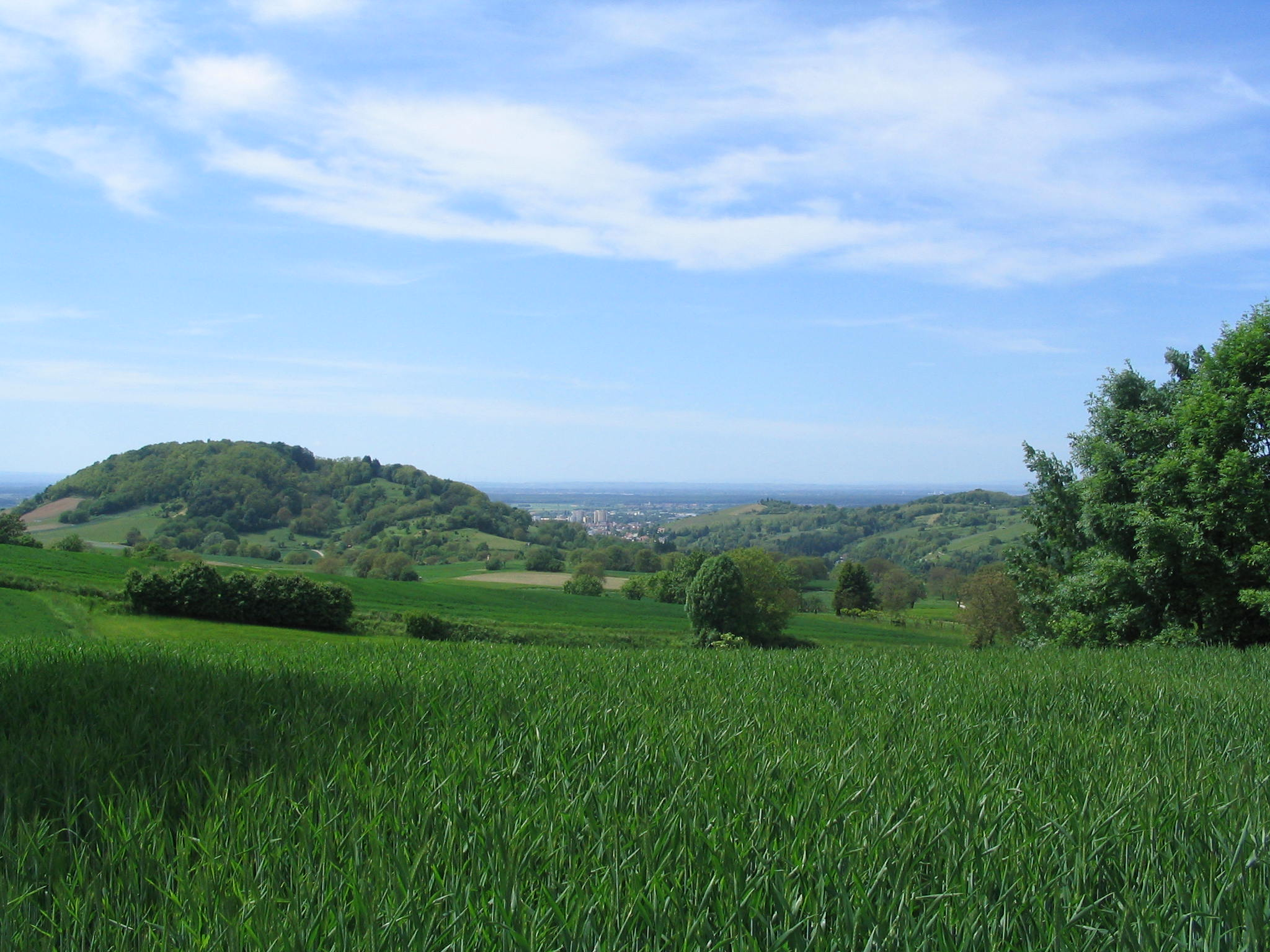
Zertalte Hügelzone am Odenwald-Rand zur westlich vorgelagerten Rheinebene: Vom Hemsberg (links) bis zum Eichelberg (rechts) bei Bensheim, von Unter-Hambach aus.
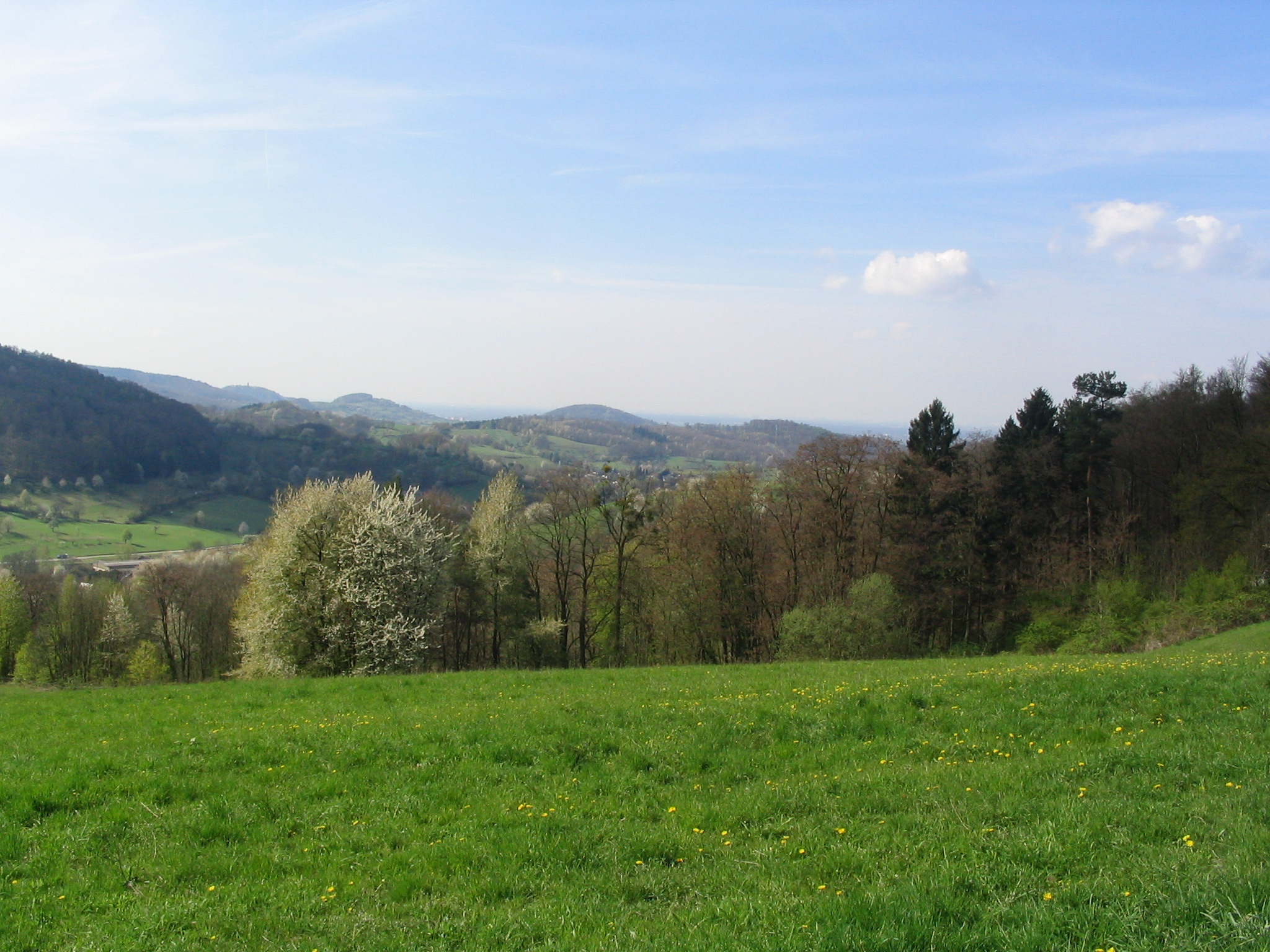
Das Lautertal mit seinen südlichen Berghängen, Granitoid-Hügel an der Bergstraße (Hemsberg, Hubenhecke, Schlossberg mit Starkenburg) im Hintergrund, die Rheinebene am Horizont (vom Borstein-Hang fotografiert)
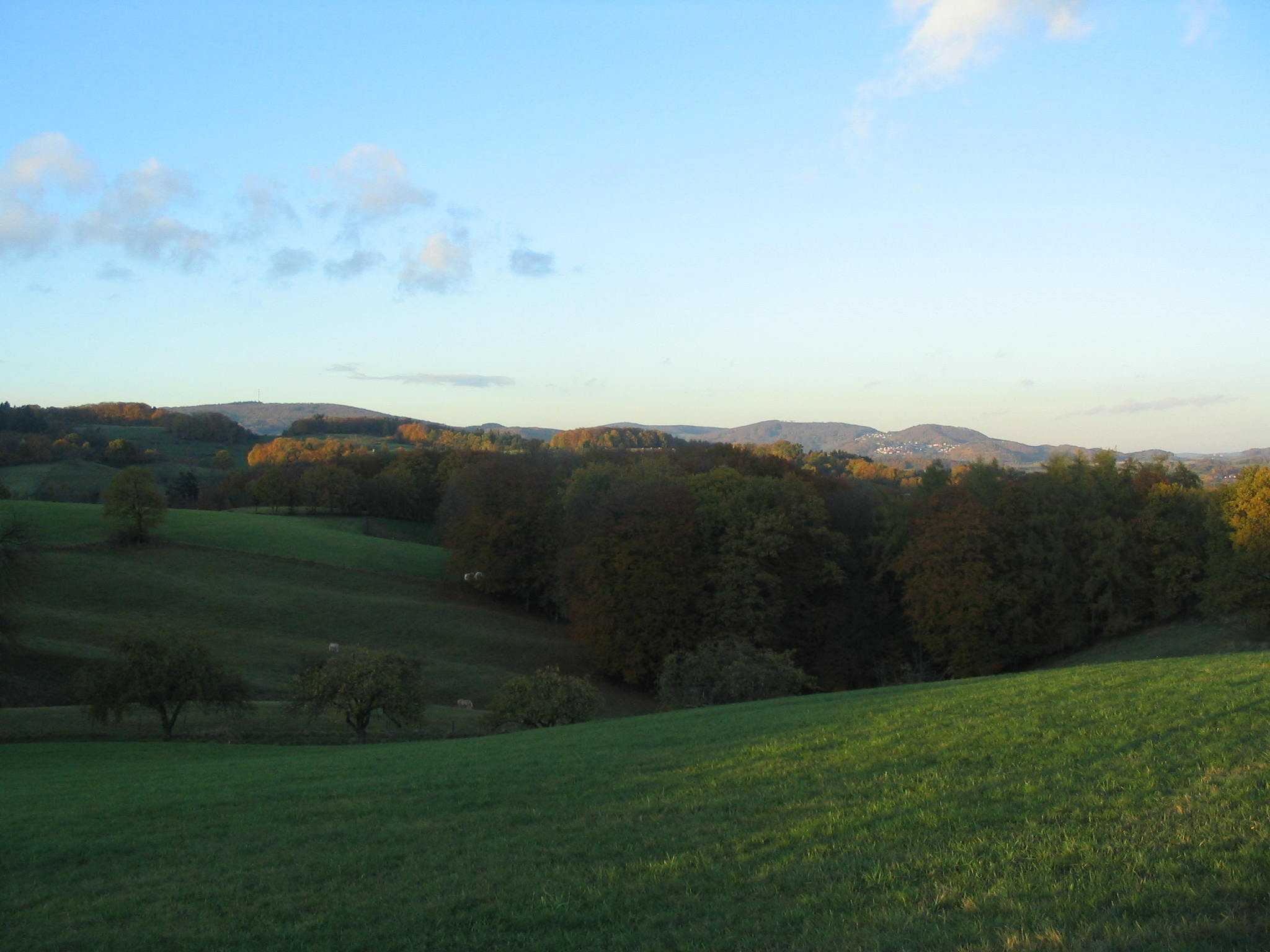
Nördliches Weschnitzpluton-Gebiet mit begrenzender Schiefer-Diorit-Gabbro-Granit-Kette Krehberg (links) – Lindenfels (rechts) und Flasergranitoidberge der Neunkircher-Höhe (Mitte).
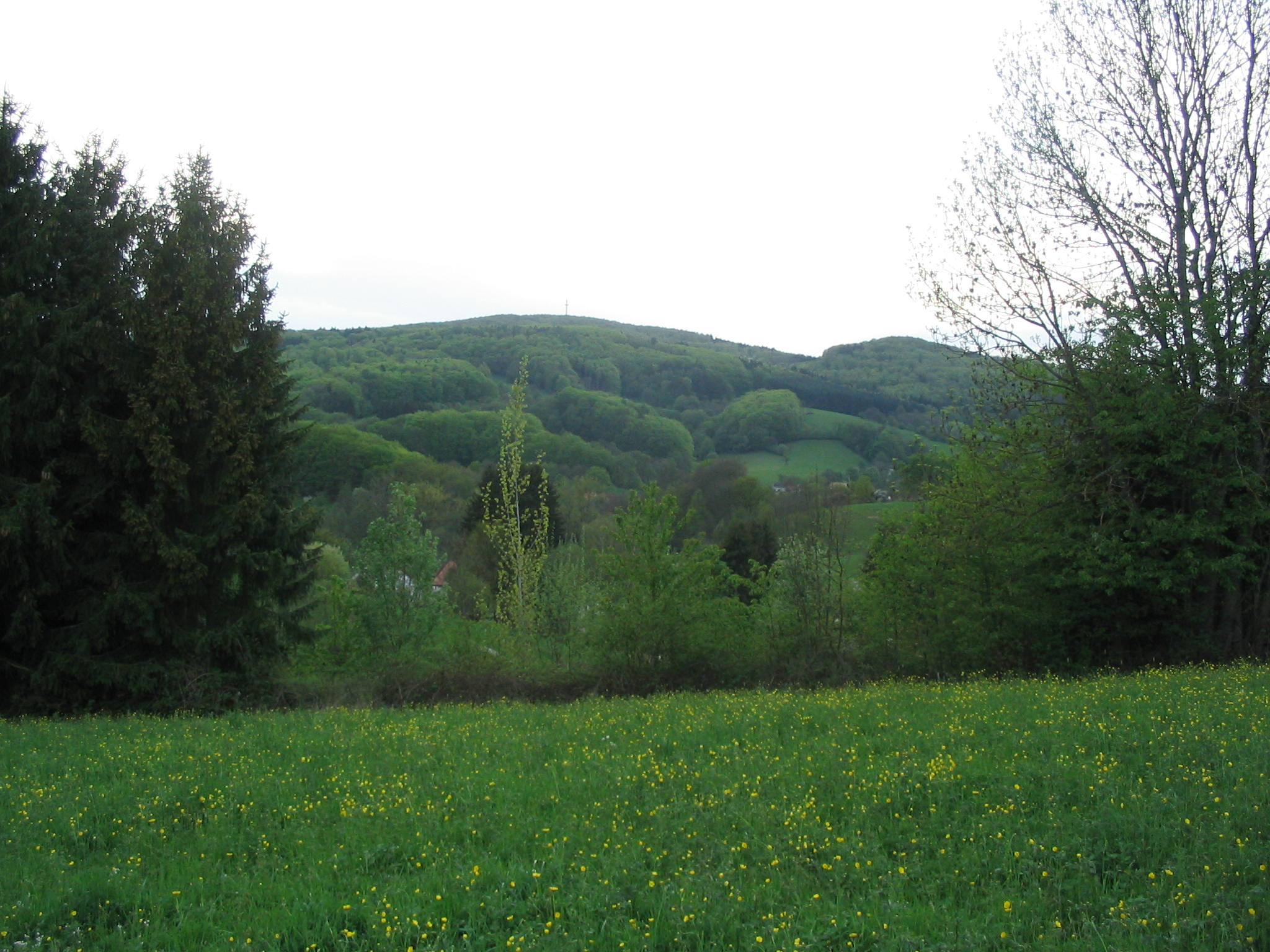
Das Schlierbacher Tal bei Linnenbach (Schiefer, Schiefergneis) und dahinter der Diorit-Gabbro-Krehberg vom Galgenberg aus

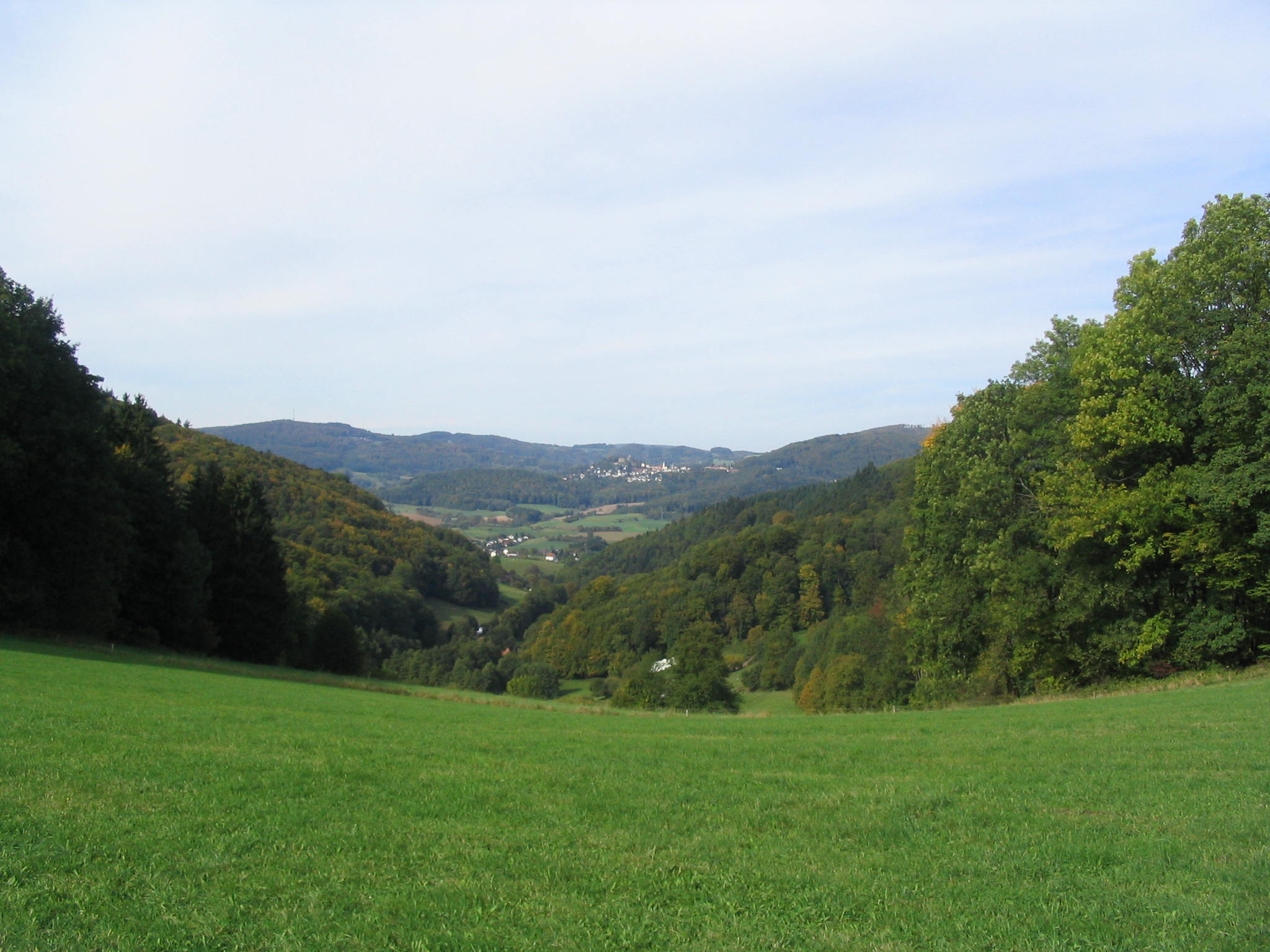
Blick vom Eselstein über das Brombachtal zum Höhenzug Krehberg-Lindenfels
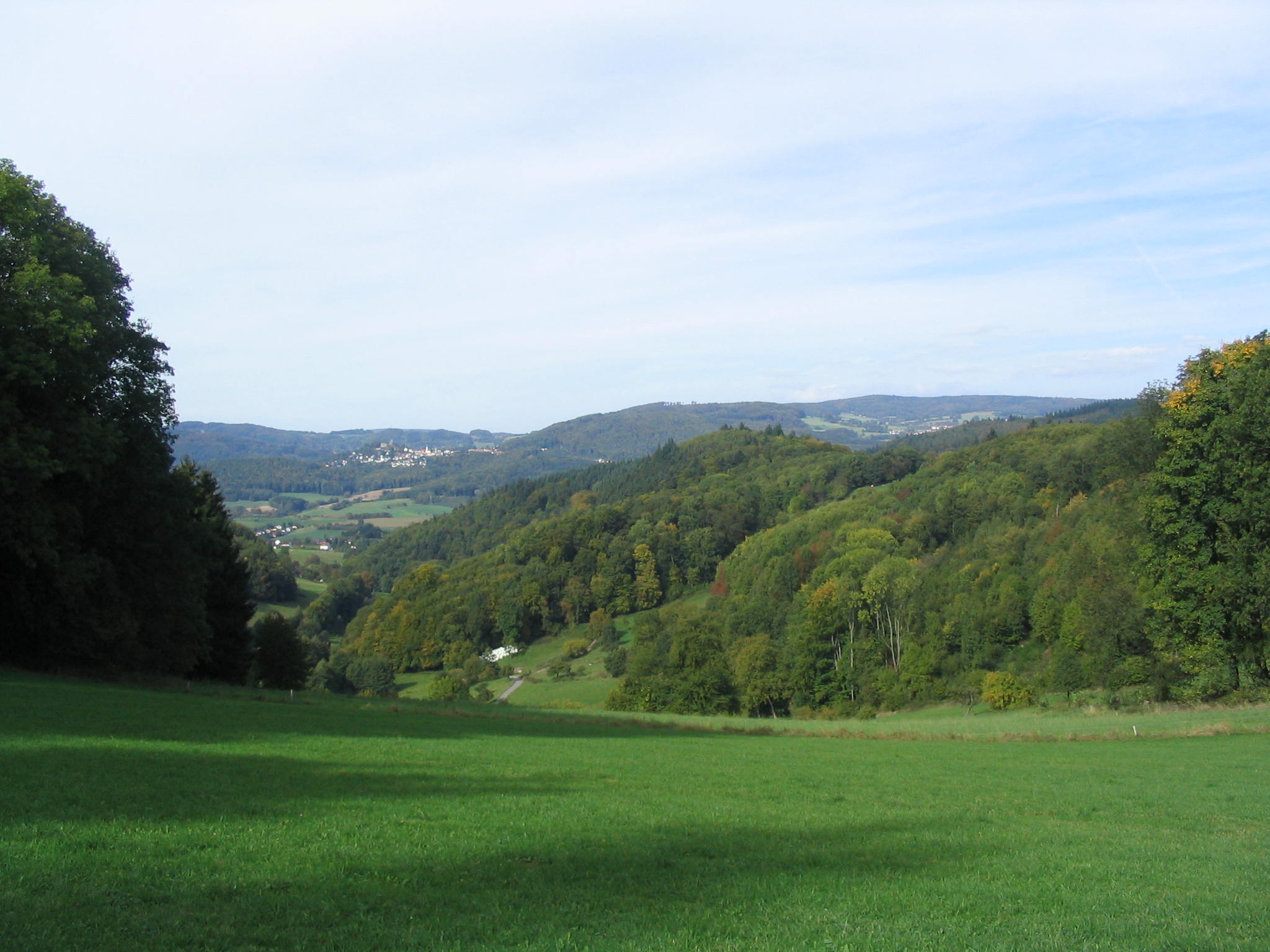
Brombachtal, dahinter: Lindenfels mit Granit-Schenkenberg (links) und Flasergranitoid-Neunkircher-Höhe (rechts)
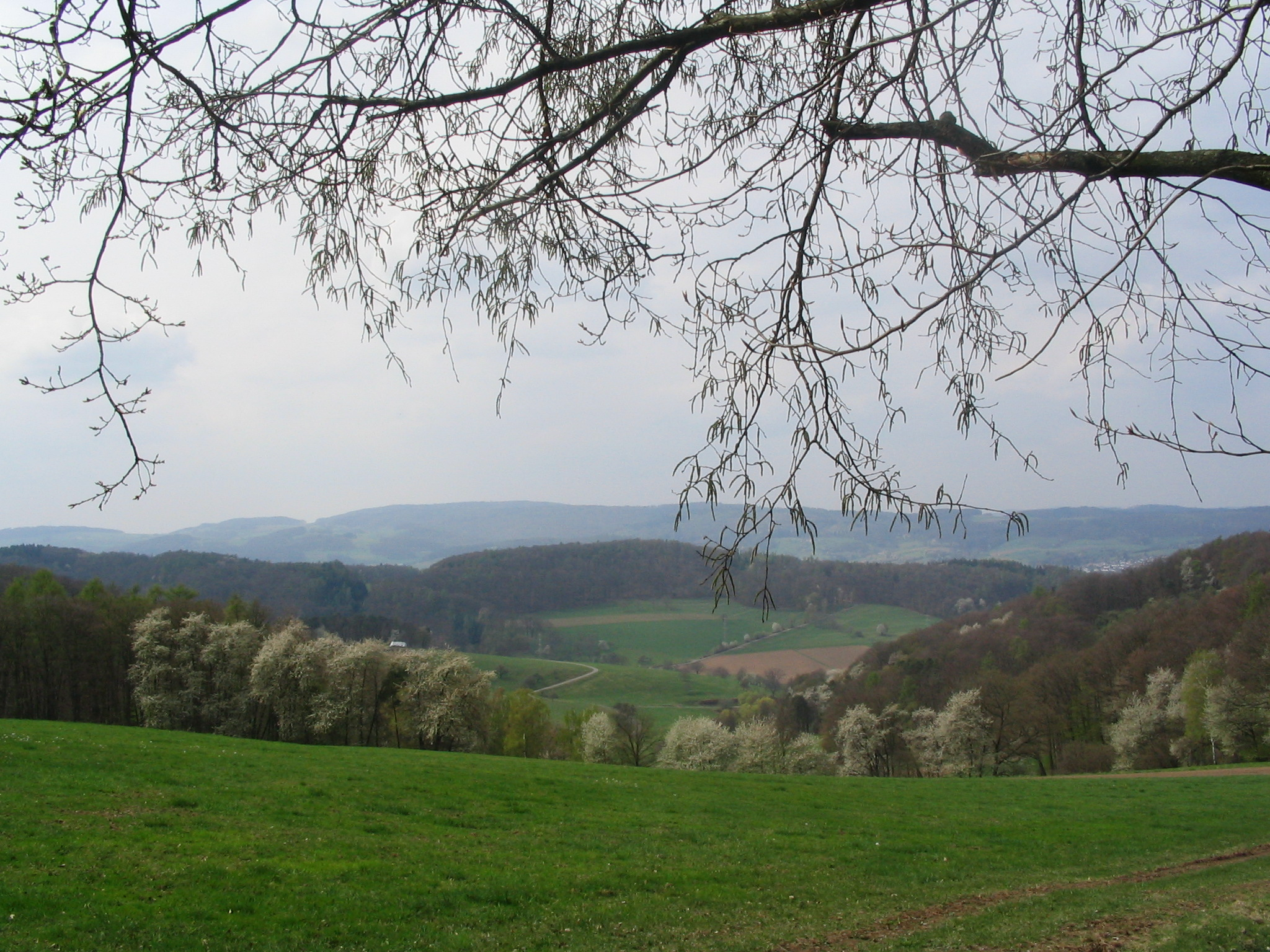
Blick von Böllstein (Wallbrunn) über Gneis-Hügel (rechts: Schnellerts, links: Eichberg-Rücken) und das Gesprenztal zum Flasergranitoid-Höhenzug Neunkircher-Höhe-Nonrod, links davon: Lindenfelser Granit-Diorit-Gabbro-Berge (Schenkenberg, Das Buch)
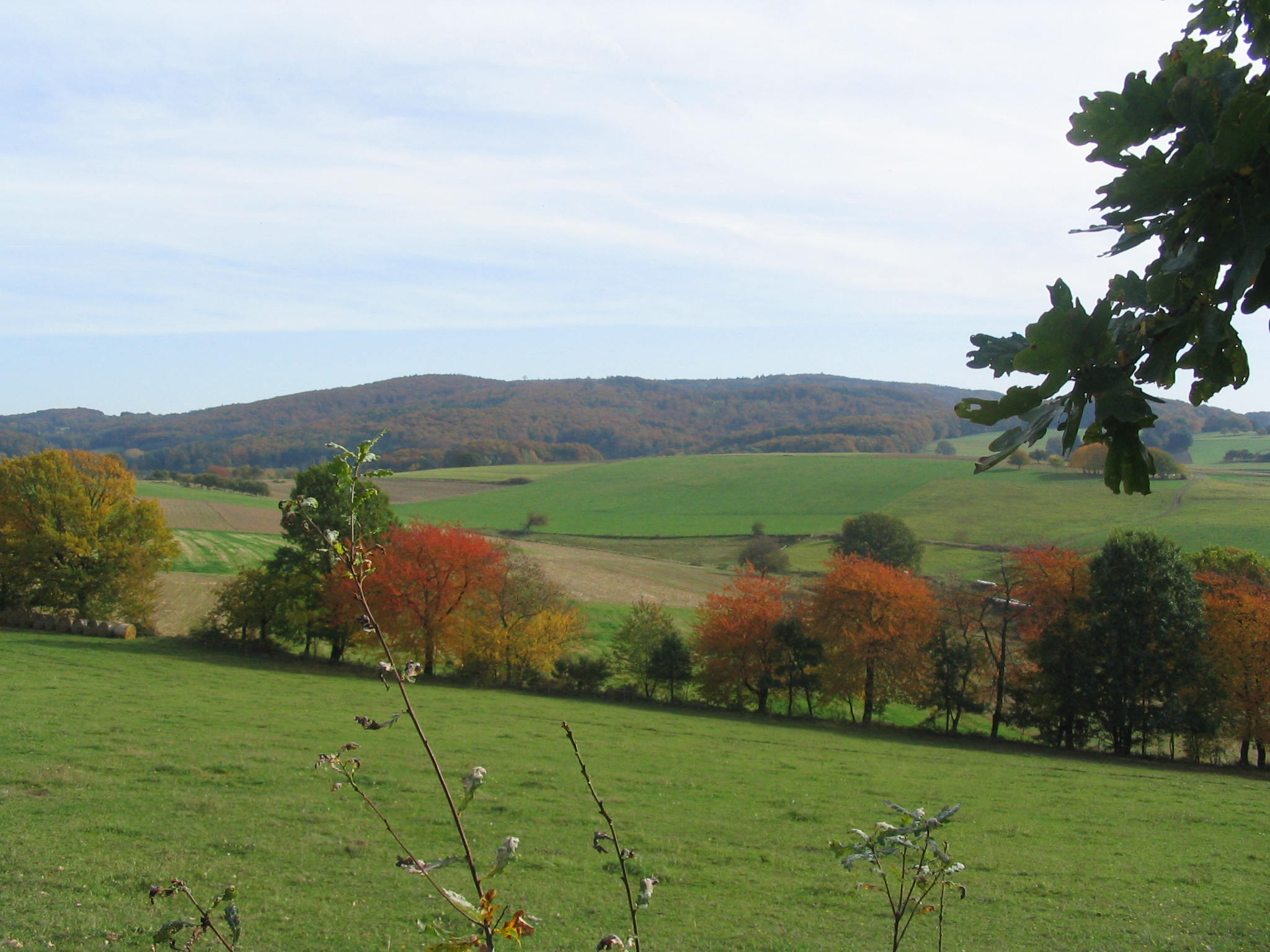
Brandauer Kuppen vor dem Neunkircher Komplex (flasriger bis gneisiger Granitoid mit Einschlüssen von Schiefergneis und Diorit). Blick vom Schneeberg-Hang südl. Beedenkirchens.

### Landschaftsbilder: Räume 2 und 3

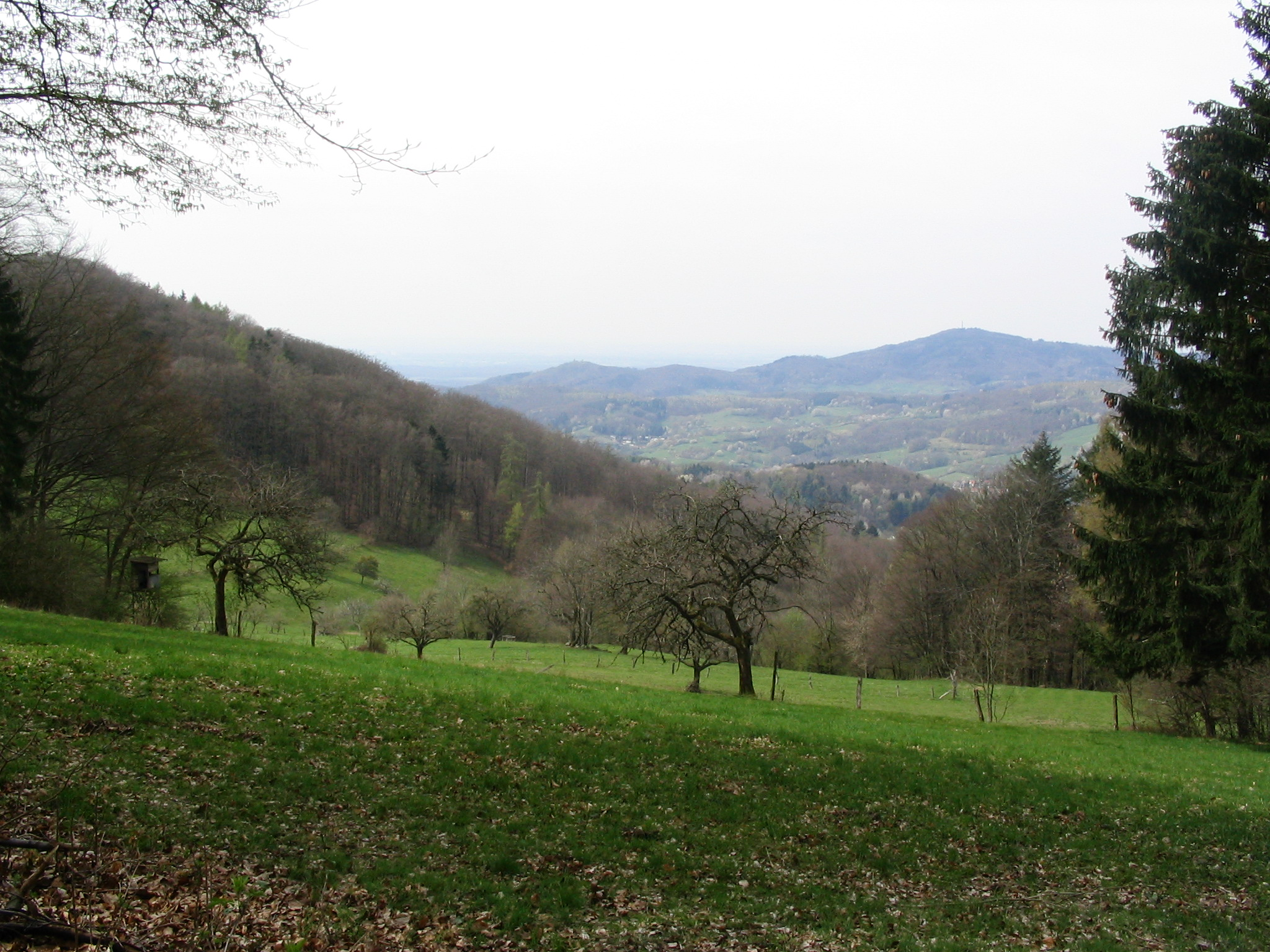
Das Lautertal mit dem Felsberg-Rücken, dahinter die Auerbacher Schloss-Melibokus-Kette, am Horizont die Rheinebene (Blickpunkt: Hohenstein)
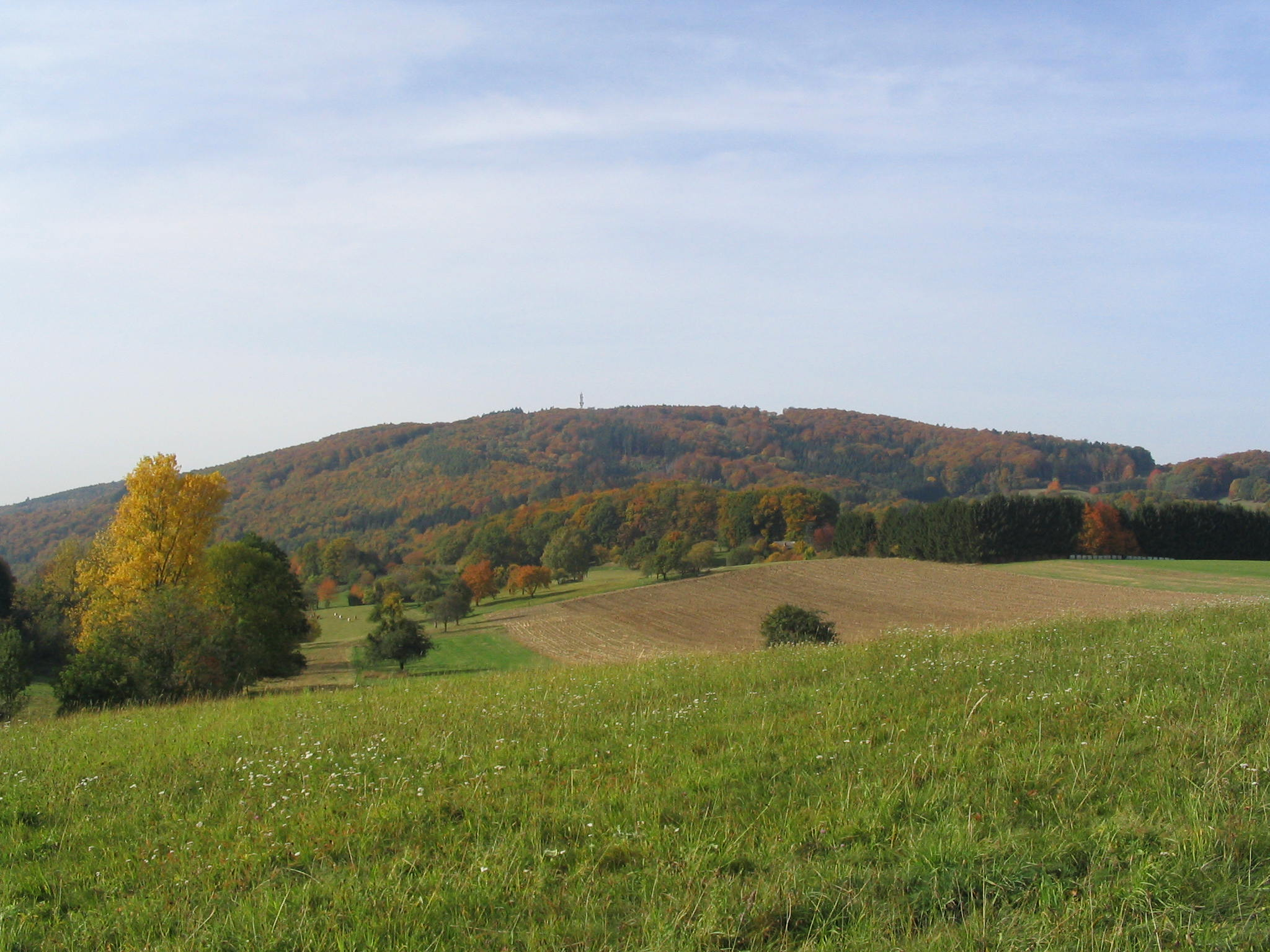
Felsberg (Quarzdiorit, Schiefergneise) mit Brandau-Beedenkirchener Vorland (Basite, flasrige Granitoide) von "Am-Schneeberg" südl. Beedenkirchens aus.
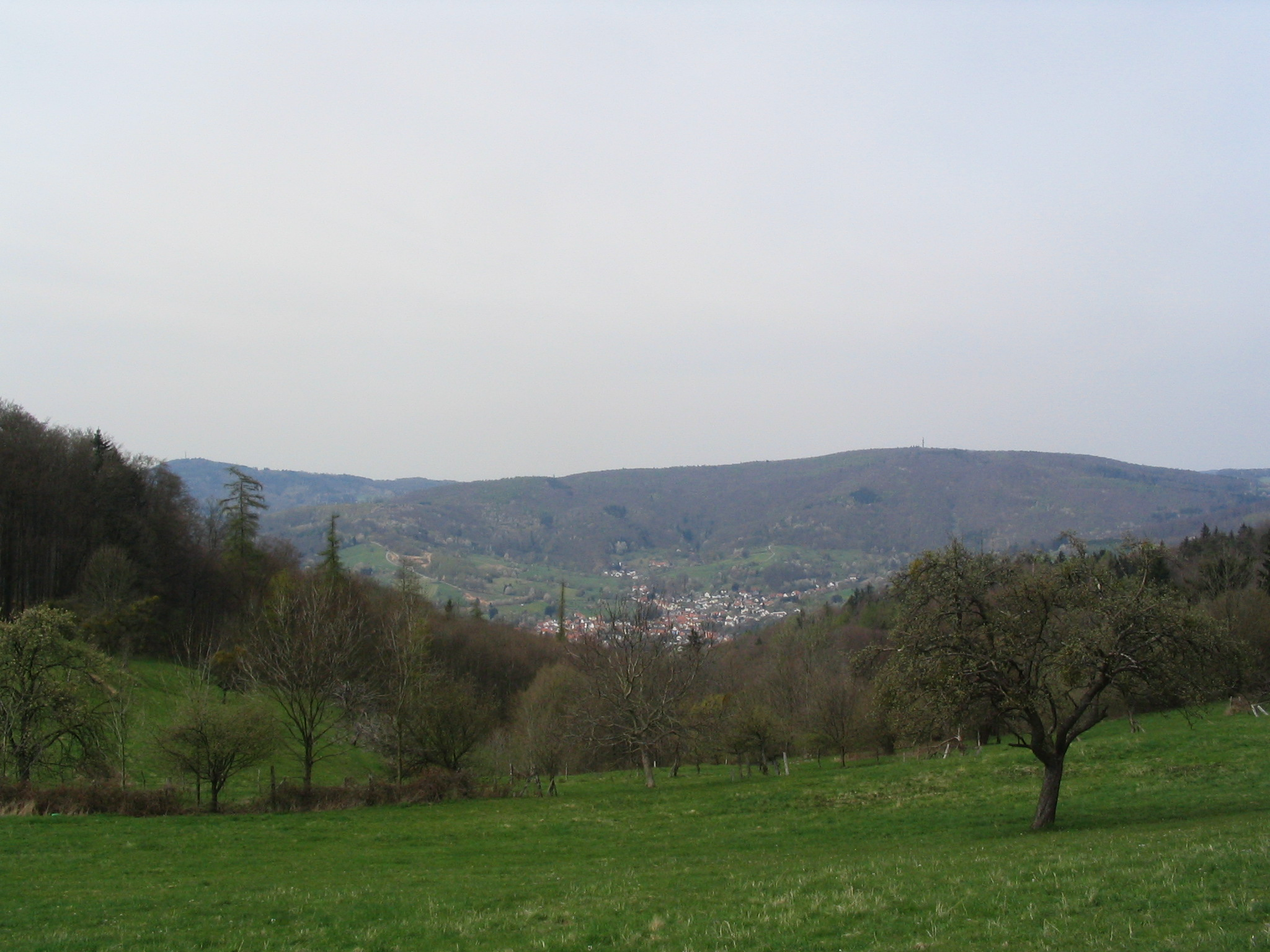
Reichenbach vor dem Felsberg, links zieht sich die Abbaulinie des Baryt-Quarz-Ganges den Teufels-Berg-Hang hoch, dahinter der Granodiorit-Melibokus
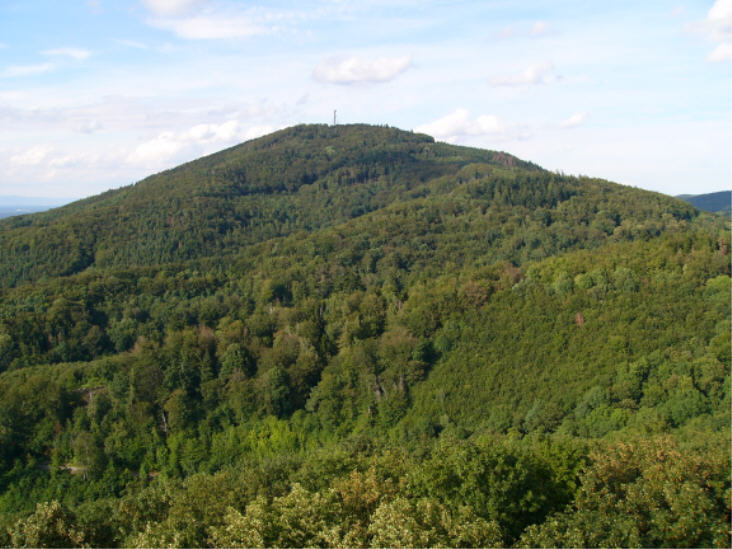
Melibokus-Granodiorit (aus Richtung Auerbacher Schloss)

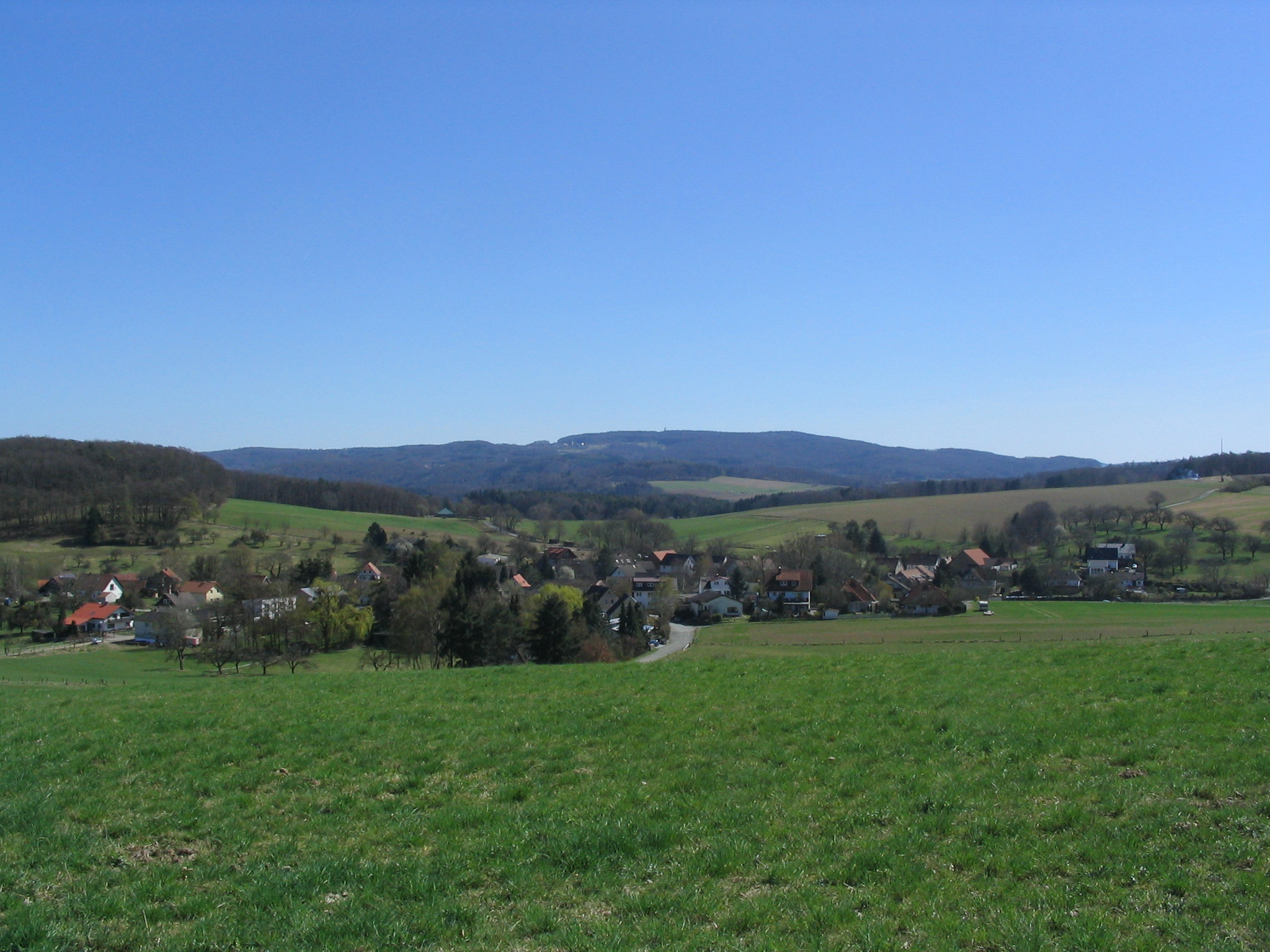
Die flachwellige Neutscher Flasergranitoid-Fläche vor dem Neunkircher-Höhenzug (vom Hundsrück nordwestlich von Neutsch aus aufgenommen)
Neutsch (von SW) im von vielen Ganggesteinen durchsetzten flasrigen bis gneisigen Granitoid-Komplex. Im Hintergrund rechts: Reinheimer Bucht und Böllstein-Gneis-Rücken
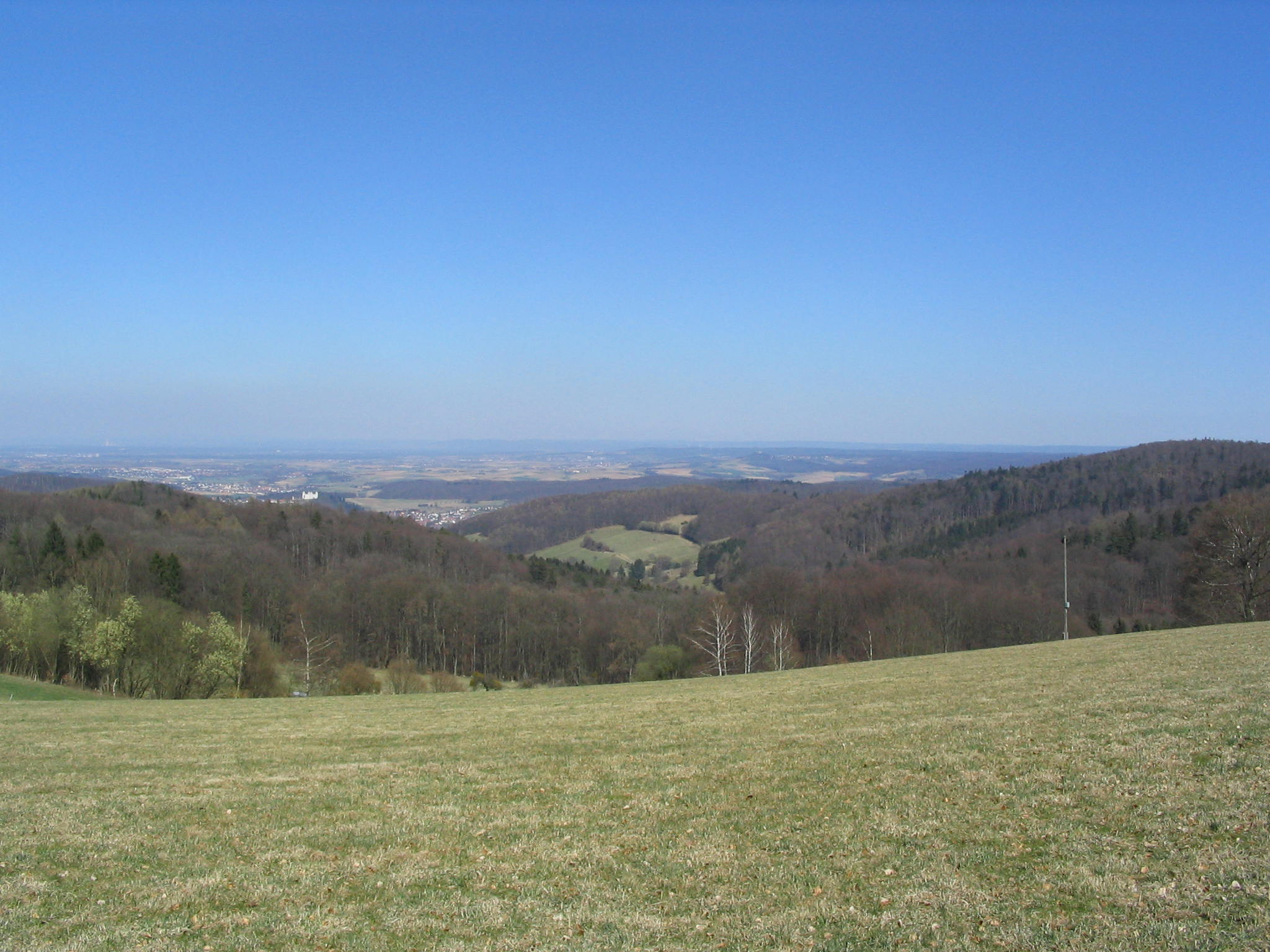
Die zur Reinheimer-Bucht hin auslaufenden nördlichen Hügel der Flasergranitoidzone (links: Lichtenberg, Fischbachtal, dahinter Groß-Bieberau, Mitte rechts: Otzberg-Hering) von Neunkirchen aus

## Geotouren und Gesteinssammlungen in Regionalmuseen
- Mineralien aus dem Odenwald: Herrenhaus des Kulturzentrums Reinheim[49]
- Informationszentrum am Felsenmeer bei Reichenbach/Lautertal (u. a. Entstehungsgeschichte und Geologie des Felsenmeers, Steinbearbeitungstechniken der Römer, neuzeitliche Steinindustrie rund um den Felsberg)[50]
- GEOPARK-PFADE: Der geologische Rundgang Lindenfels[51]:
- Gesteinsklippen am Schenkenberg-Hang. Teilstück des Li6-Wanderweges.
- J (V)-Pfad vom Wald-Parkplatz Gagernstein südlich Steinaus aus mitten durch die Granitoid-Gneis-Klippen und Blockmeere des Gagernstein und Rimdidim, zurück auf Rundweg 3 (Daumenstein, Kleines Felsenmeer)
- Felsklippenwanderung um den Steinkopf: Rundweg 1 vom Wald-Parkplatz Gagernstein südlich Steinaus aus. An der Schutzhütte zweigt der Pfad zum Gipfel mit der Felsburg Zindenauer Schlösschen ab.
- Nonrod (Fischbachtal) Rundweg um den Spitzestein F3
- Felsklippenwanderung Wildfrauhaus: Rundweg L2 vom Parkplatz in Lützelbach aus.
- Felsklippenwanderung Lautertal: Teilstrecke des Nibelungensteigs vom Felsberg bis zum Krehberg.
- Felsklippenwanderung Krehberg: Rundweg 4 vom Parkplatz Schannenbacher Eck aus.

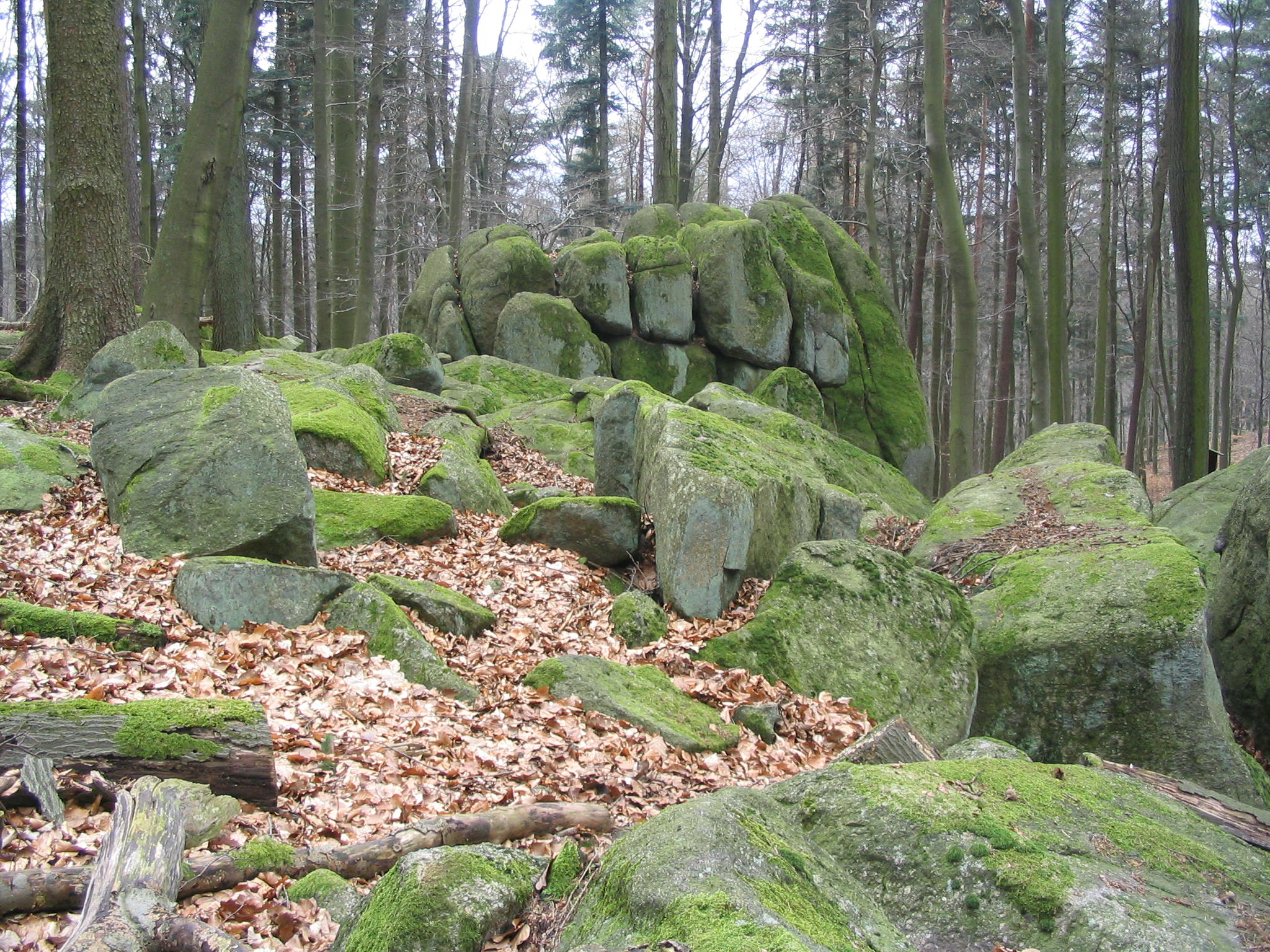
Flasergranitoid-Felsgruppe am Rimdidim-Hang (Gagernstein-Gruppe)
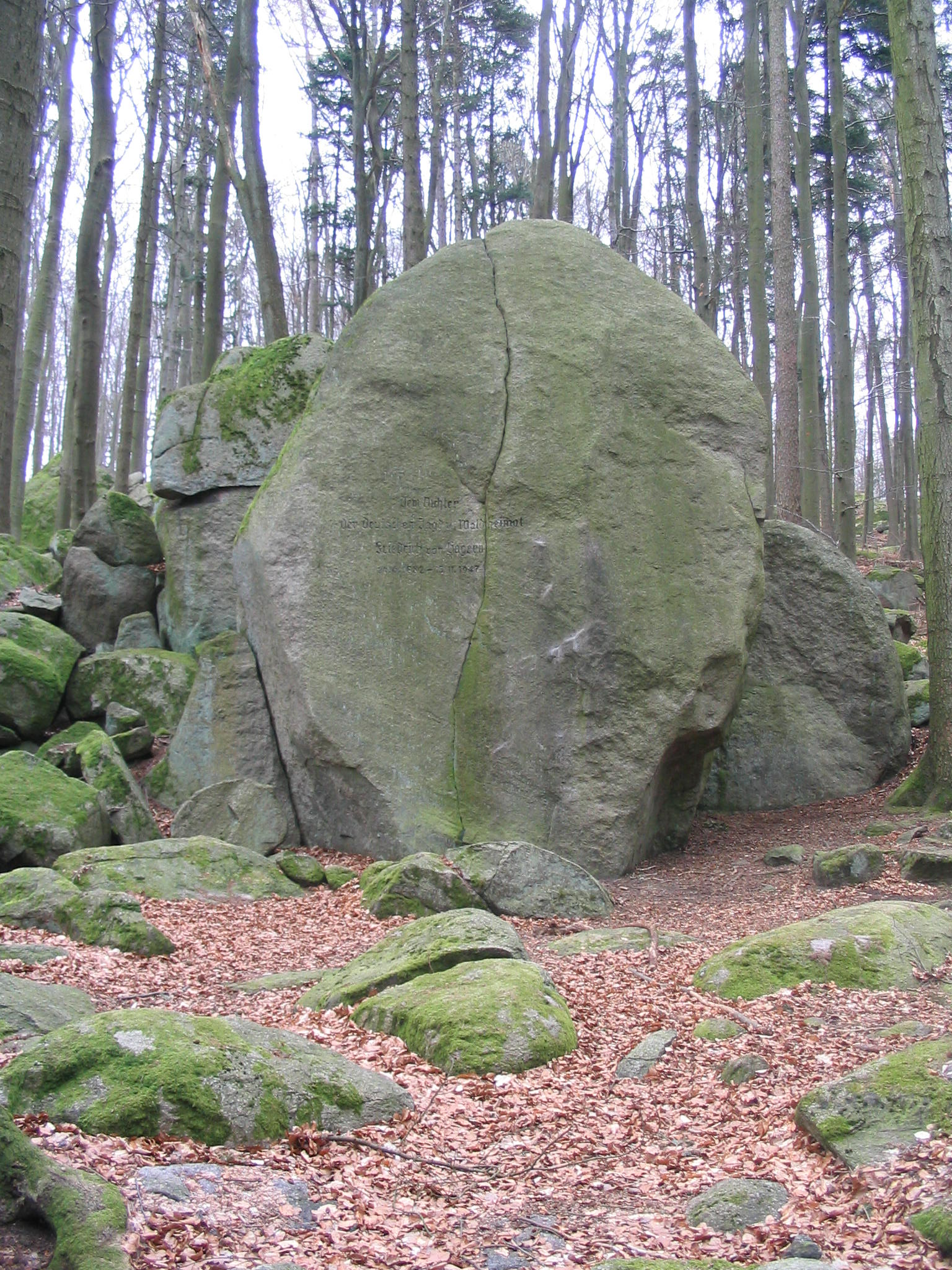
Gagernstein: Flasergranitoid-Fels (Rimdidim) als Gedenkstein für einen naturverbundenen Schriftsteller
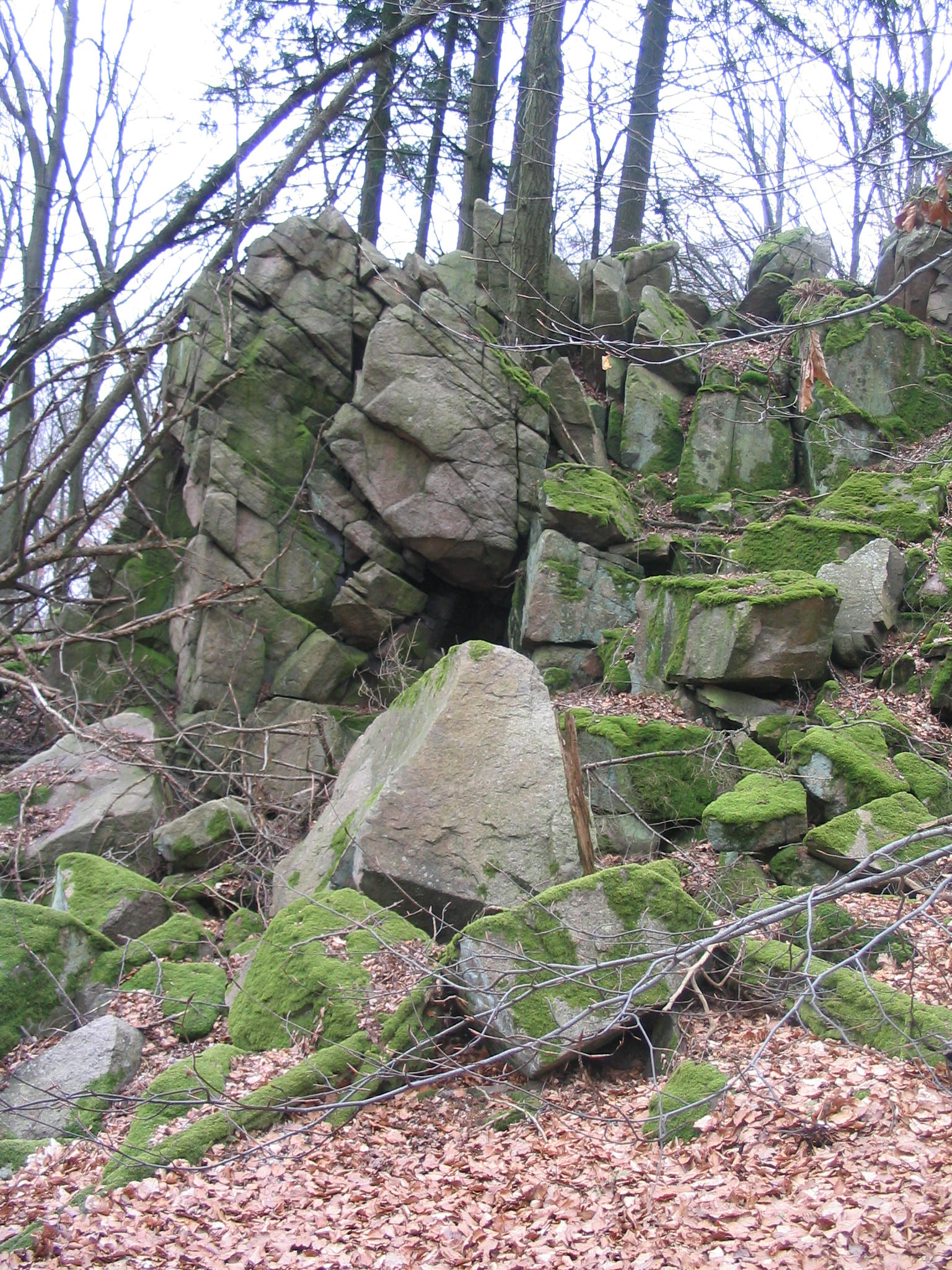
Flasergranitoid-Felsklippe auf der Rimdidim-Höhe (499 m ü. NN)
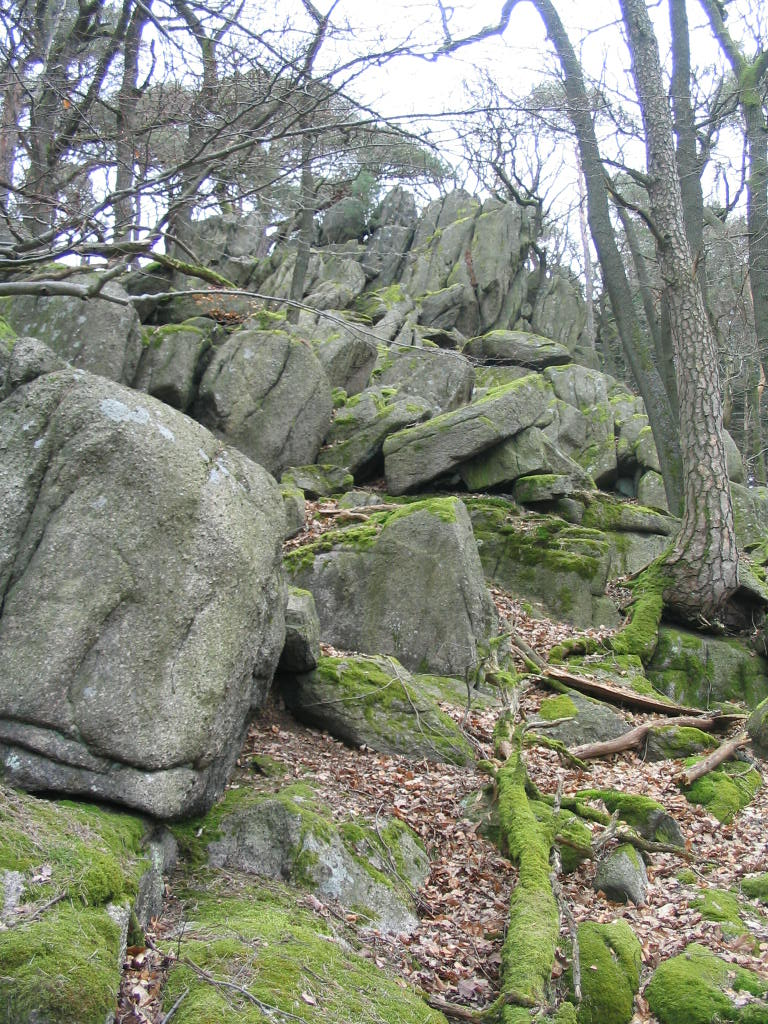
Flasergranitoid-Felsgruppe Spitzestein
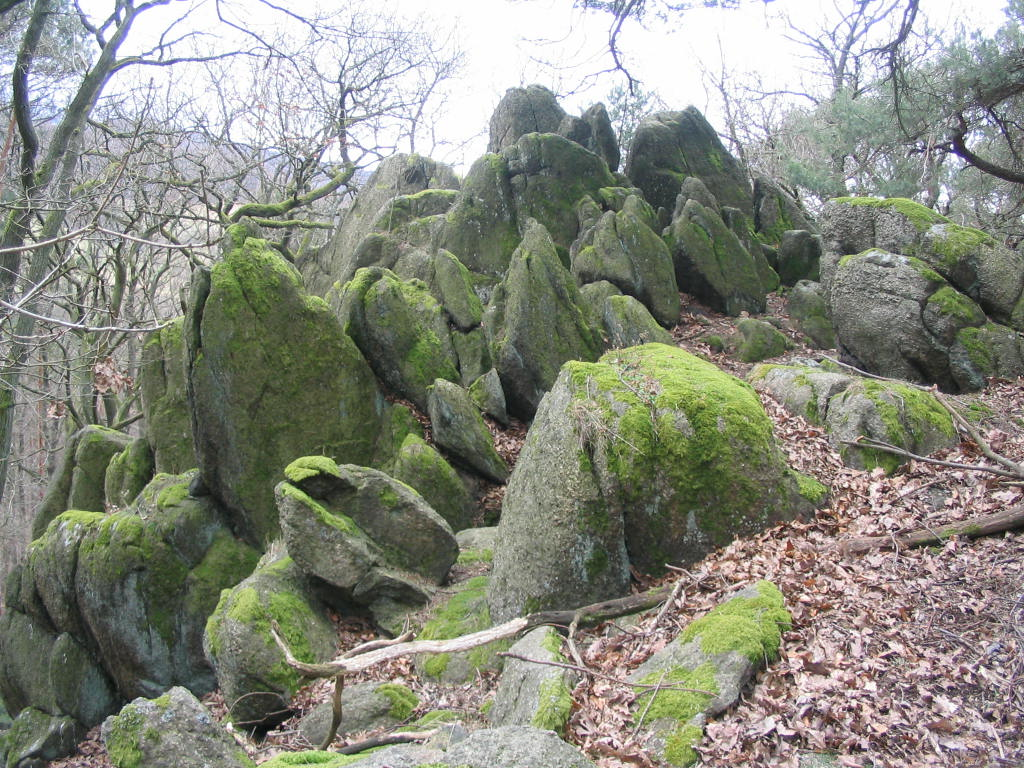
Gipfel der Flasergranitoid-Felsgruppe Spitzestein
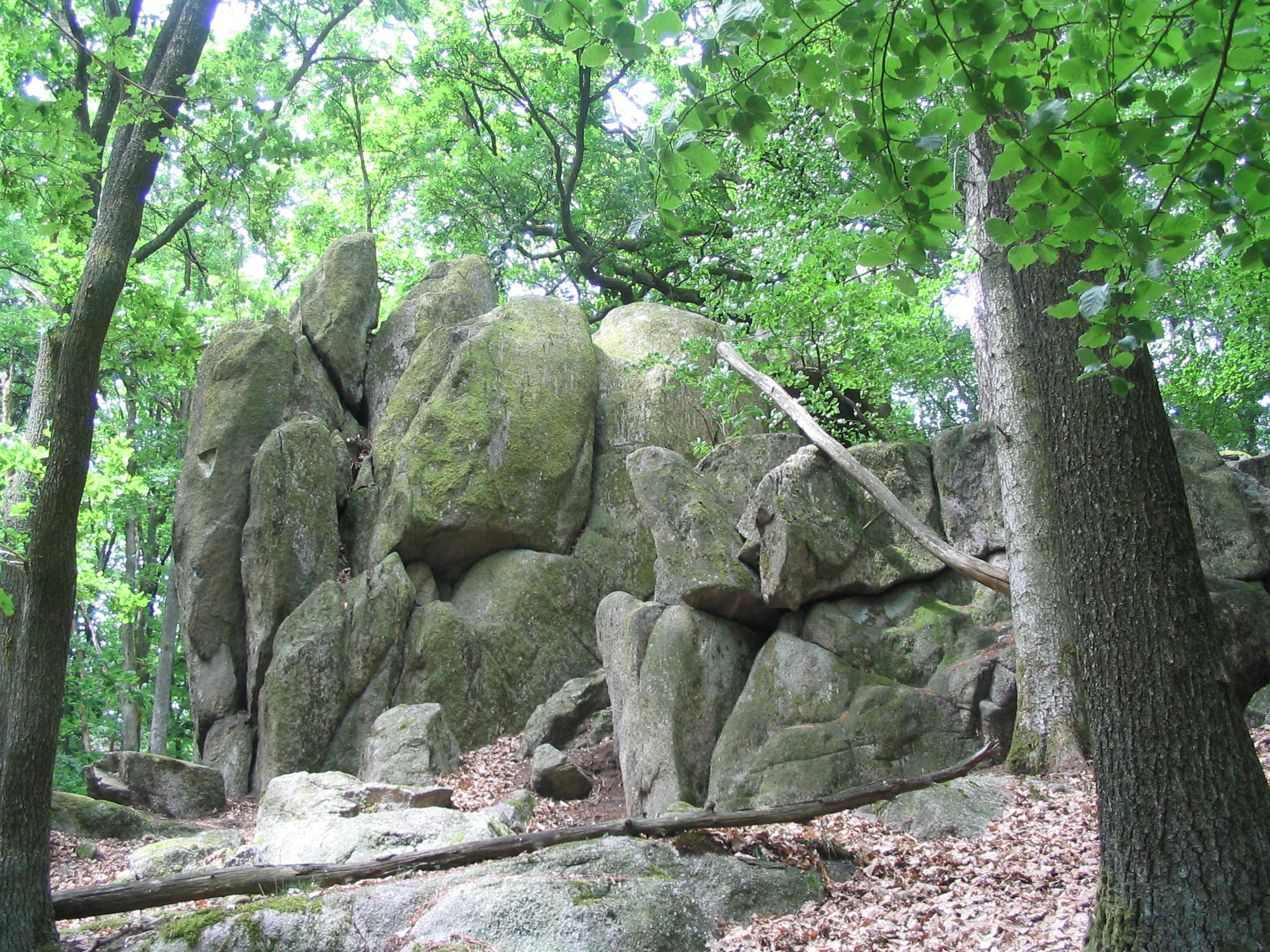
Das Zindenauer Schlösschen krönt den Steinkopf-Gipfel (451 m ü. NN) nördlich Neunkirchens.
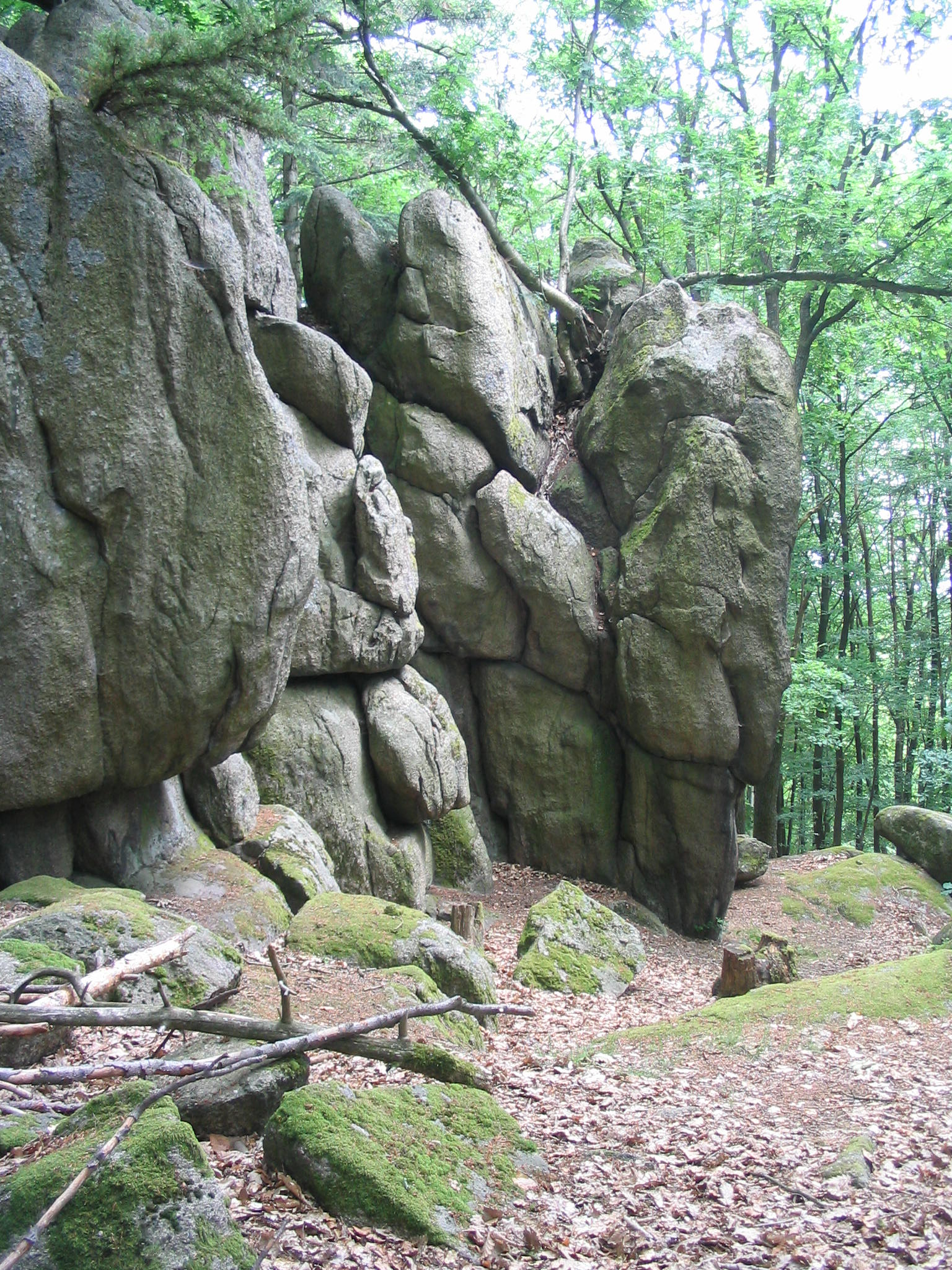
Kletterfelsen der Flasergranitoid-Formation Zindenauer Schlösschen
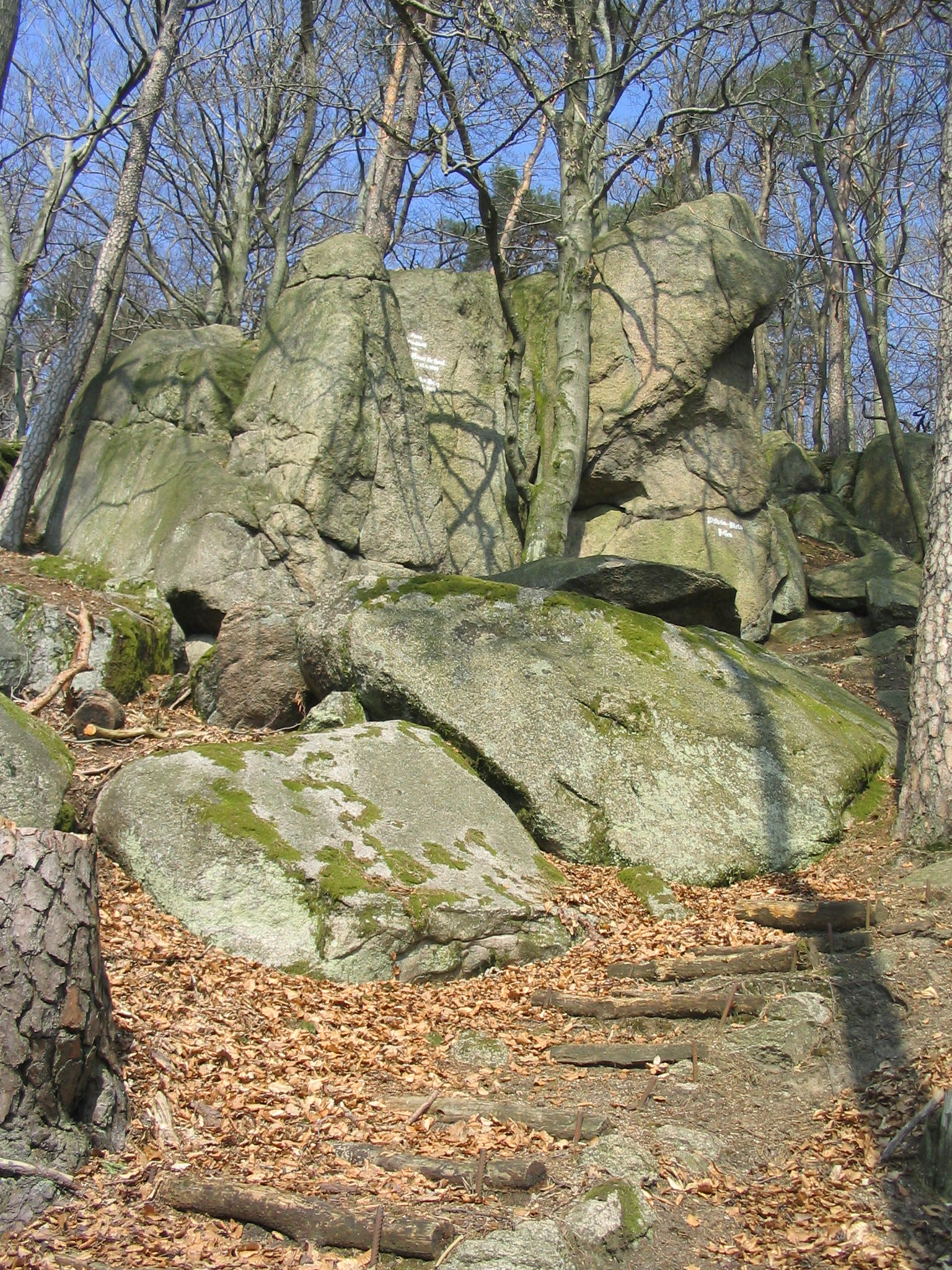
Granit-Felsklippe mit Kletterfelsen am Schenkenberghang in Lindenfels

## Naturdenkmäler und Kletterfelsen
- Baryt-Quarz-Felsturm Borstein westlich Reichenbachs im Lautertal[52]
- Baryt-Quarzit Hohenstein östlich Reichenbachs im Lautertal[53]
- Zindenauer Schlösschen: flasrig-gneisige Granitoid-Felsformation auf dem Steinkopf westlich Steinaus und nordöstlich Neunkirchens[54]
- Granitfels am südlichen Schenkenberg-Hang bei Lindenfels[55]

## Literatur

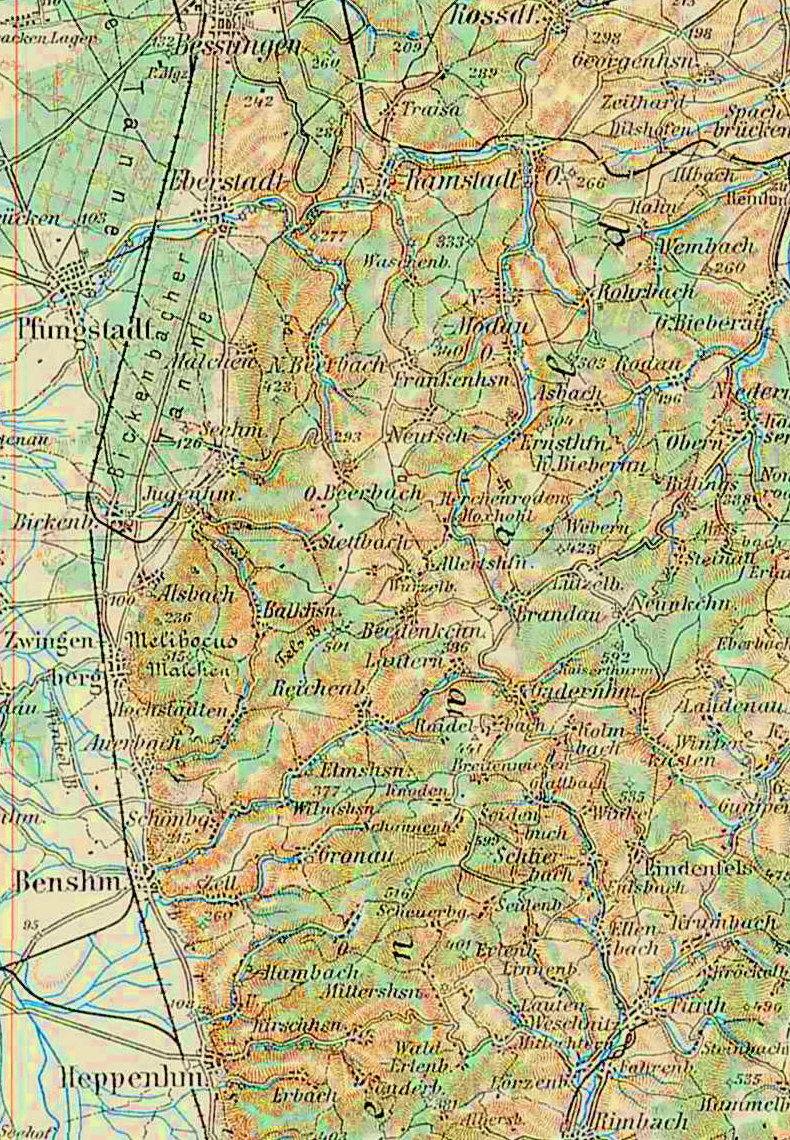
Landkarte (1914) der Flasergranitoidzone. Weitere kartographische Darstellungen und Luftaufnahmen der Region: